# 共和黨 (美國)
共和黨（英語：Republican Party）是美國的一个政黨，又被稱作大老黨（缩写为），與民主黨並列為美國兩大主要政黨。目前為美國聯邦執政黨，並擁有美国国会眾議院和參議院的多數黨地位，同時亦掌握了27个州的執政權，且控制絕大部分的州議会。
共和党是由1854年反对《堪萨斯内布拉斯加法》者创立，主要支持古典自由主义和經濟改革，并反对扩大奴隶制。亚伯拉罕·林肯是第一位共和党总统，在林肯和共和党国会领袖的支持下促成美国在1865年禁止了奴隶制。在第三、四政党体系时期，共和党总体上处于统治地位。1980年雷根贏得總統選舉後使近代共和党的核心支持族群開始定型，往后共和党自21世纪起的意识形态偏向美国保守主義。
近代共和黨提倡較為保守的经济政策及社会议题，推動降低税收、增加军費、擁護持枪权、限制移民、反對堕胎，傾向自由市场资本主义、放松管制和限制工会。共和黨亦支持保护主义和关税，但相較於成立之初，其自20世纪以来对自由贸易的支持有所增强。近年來，共和党主要取得白人、男性、中老年人、農民、勞動人士、福音派及基要派新教徒、美國南方各州及偏鄉地區居民等族群的支持。
美国政治史上总计有19位共和党总统。截至2024年，共和党控制多数州州长、多数州議會两院，並在23個州完全執政。當前在美国最高法院的一名首席大法官和八名大法官中有六名成員是由共和党总统提名的。

## 歷史

### 19世紀

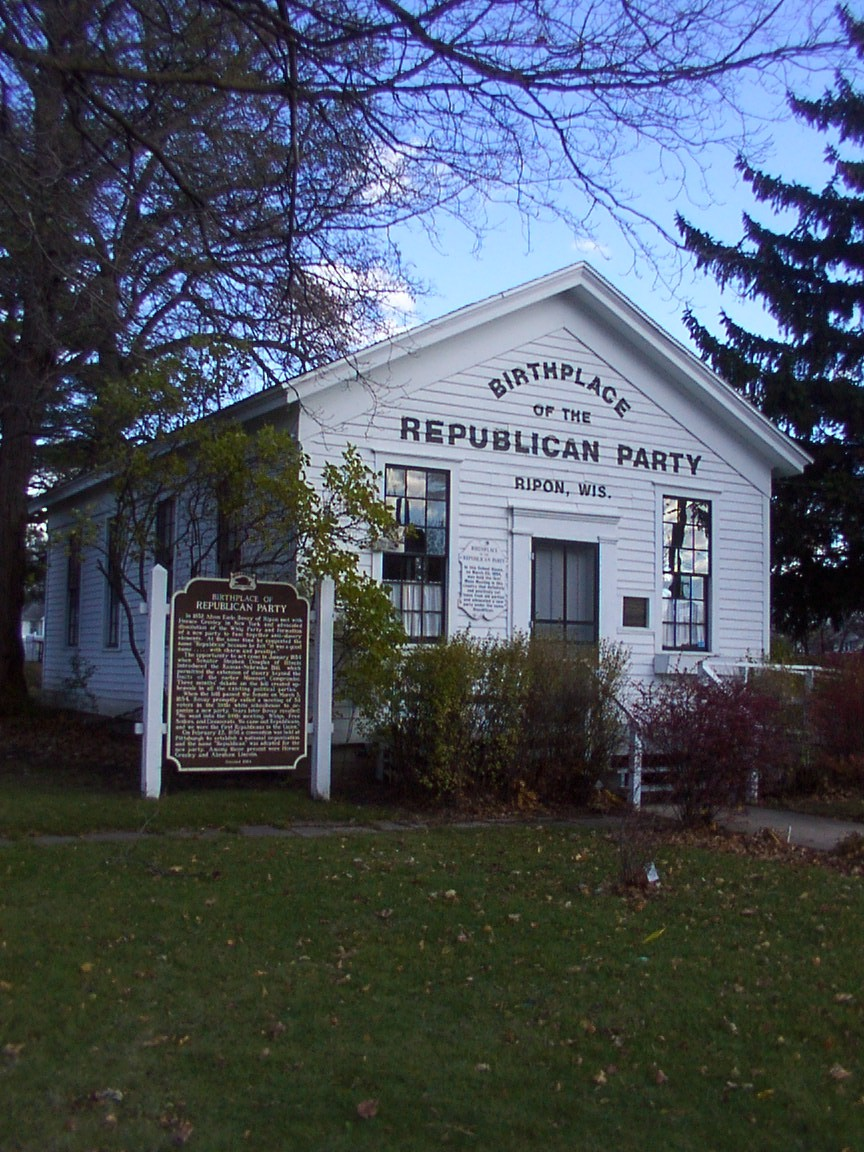
位於威斯康辛州瑞盆市（Ripon）的這間校舍是共和黨在1854年的創黨地點

共和党于1854年由反对扩张奴隶制、前辉格党和前自由农民的力量在北部各州成立。共和党很快成为占主导地位的民主党和短暂流行的一无所知党的主要反对派。该党是在反对《堪薩斯-內布拉斯加法案》的基础上发展起来的，《堪薩斯-內布拉斯加法案》废除了密苏里妥协，使堪薩斯領地和內布拉斯加領地实行奴隶制，并计划在未来使其成为蓄奴州。共和党人呼吁经济和社会现代化。他们谴责奴隶制的扩张是一种巨大的罪恶，但并未要求在南部各州终结奴隶制。
1854年3月20日，在威斯康辛州的里彭举行了反对内布拉斯加州大运动的第一次公开会议，并提出了共和党的名称，选择这个名字是为了向托马斯·杰斐逊的民主共和黨致敬。第一届官方政党大会于1854年7月6日在密歇根州杰克逊举行。在1856年共和党全国代表大会上，该党通过了一个全国纲领，强调反对将奴隶制扩大到美国领土。尽管共和党候选人約翰·福瑞蒙特在1856年的美国总统大选中输给了詹姆斯·布坎南，但布坎南只赢得了北方14个州中的4个，以及以微弱优势在他的家乡宾夕法尼亚州获胜。

亚伯拉罕·林肯是第一位共和黨總統（1861-1865年在任）

共和党在1860年总统选举中首次当权，当时它赢得了国会两院的控制权，其候选人前国会议员亚伯拉罕·林肯当选为总统。在1864年总统选举中，共和党与战争民主党人联手以國家聯合黨的票证提名林肯，林肯赢得了连任。在共和党国会领导下，美国宪法第十三条修正案（禁止在美国奴役）由参议院在1864年通过、众议院在1865年通过，并于1865年12月批准。

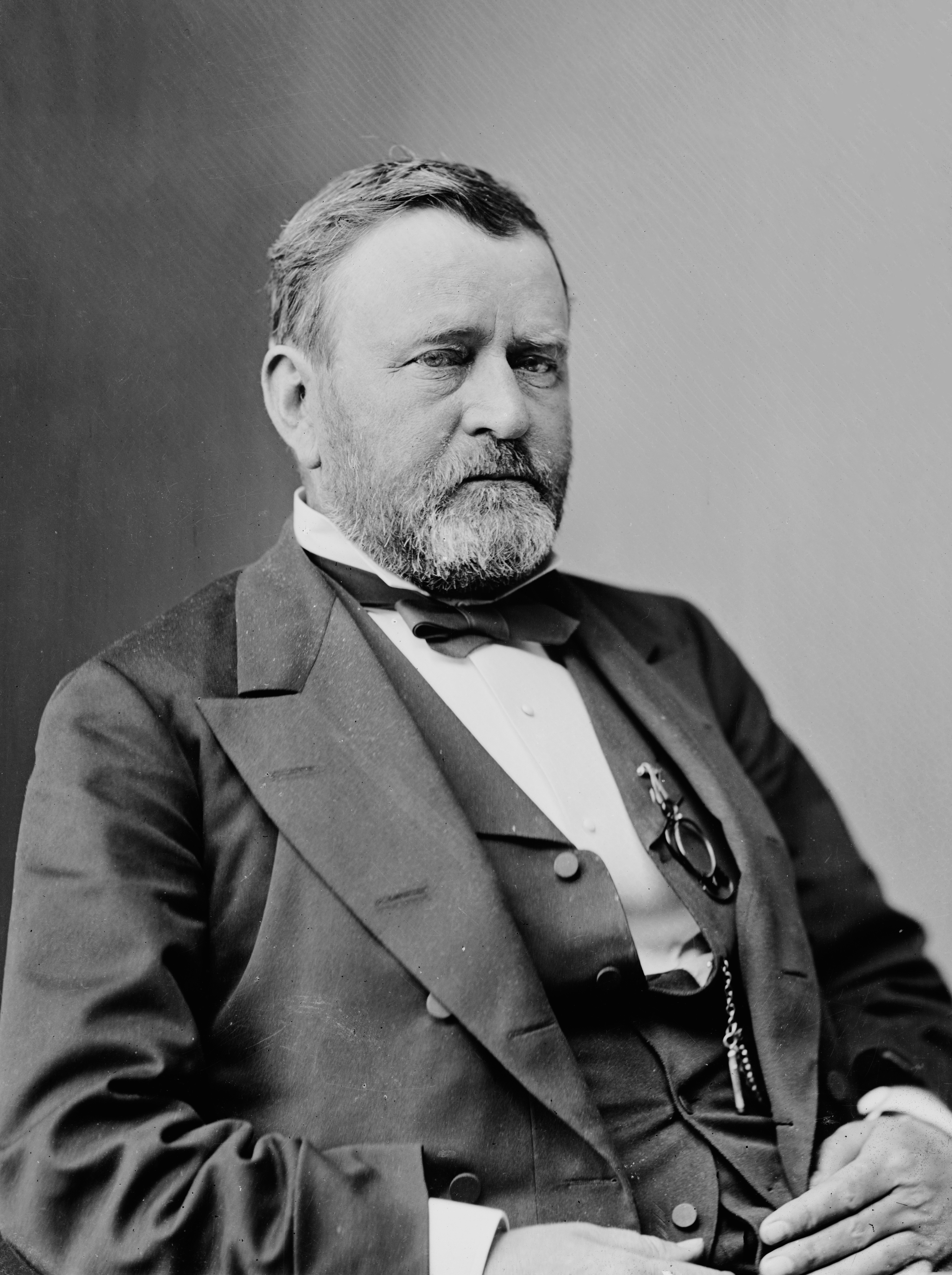
第二位共和黨總統尤利西斯·格兰特（1869-1877年在任）

在1868年總統選舉中，曾參與南北战争的前聯邦軍總司令尤利西斯·格兰特代表共和黨參選，他支持激進的南方重建計畫，並支持憲法第十四條修正案中授與所有自由人平等的公民和投票權利；最重要的是，格蘭特是戰爭英雄，這使他相當受歡迎，最終當選總統。由於共和黨的規模擴張過大，嚴重的派系之爭和腐敗也不可避免的產生。戰後聯邦政府的軍隊一直駐紮在南方以阻止再度分離，1872年共和黨內因此爆發衝突，溫和派共和黨人認為戰爭已經結束應該將軍隊早日撤回，并質疑激進派共和黨人继续进行未能以缓和为重的重建主要是为了推动格兰特总统容忍的大规模腐败，這些分歧使得格兰特在同年竞选時面對了自由共和黨路线的霍勒斯·格里利。之後1873年的經濟蕭條使民主黨有機會扭轉局勢，1874年重新奪回了眾議院的控制權。而重建時期最終隨著1876年總統選舉而落幕，共和黨的拉瑟福德·伯查德·海斯承諾會將仍駐紮在南方3個州的聯邦軍隊撤回，以換取民主黨承認他的總統地位。在軍隊撤回後，南方地區在接下來一個世紀都堅定支持民主黨，在每屆總統和國會選舉中都成為民主黨的大票倉，直到1964年才開始轉變為支持共和黨。
在第三政党体系（1850年代至1890年代）期间，共和党通常占主导地位；1880年代中期，兩黨於選舉中的表現開始拉近，民主黨除了1884年和1892年的總統選舉外（兩屆都是克利夫兰），一直未能贏得總統選舉。共和黨在這段時期分裂為「坚定派」和「混血儿派」的流派，其中坚定派捍卫格兰特体制和战利品制度，而混血儿派则推动公务员制度改革，他們為了政府職位的指派和公務員改革而鬥爭不休，但在其他政策上則差異不大。1883年，《彭德尔顿公务员制度改革法》获得通过，该法案由共和党总统切斯特·A·亚瑟签署为法律。1884年，共和黨內的改革派認為詹姆斯·G·布莱恩相當腐敗因而拒絕支持他，並改為支持民主黨的格罗弗·克利夫兰，使民主黨奪回了白宮。然而大多數這些共和黨人在1888年時都回歸了共和黨。由於克利夫兰任內歷經嚴重的經濟衰退、加上煤礦和鐵路的罷工潮暴力活動，共和黨於1894年的國會選舉中取得歷史上最輝煌的勝利。
隨著北方戰後的經濟繁榮發展，各種產業、鐵路、礦業和許多大城市都快速成長，農業發展也相當繁榮，共和黨也繼續通過許多法案以維持經濟的快速成長。民主黨則一直被擁護商業和白人利益的保守派白人所控制，一直到1896年才有所轉變。自1870年代起，共和黨通常支持大企業、硬貨幣（如金本位）、高關稅、並對內戰的聯邦軍老兵施予優渥的退休金。但到了1890年，共和黨不得不同意通過谢尔曼反托拉斯法及成立管制鐵路運輸的州際貿易委員會以解決來自小商業主和農夫的抱怨，並且通過公務員改革法案，在兩黨的共識下將大多數政治的公職指派權都消除了。1890年威廉·麦金莱主導下通過的高關稅法案重創了共和黨，使民主黨在當年的國會選舉中獲得壓倒性勝利。
在這個時期，外交政策很少是兩黨關注的主要議題，僅有共和黨曾支持在夏威夷、菲律宾和巴拿马运河的扩张。相較之下當時更常關注的是文化上的議題，共和黨支持虔信派的新教教派（卫理宗、公理会、長老教會、以及斯堪的納維亞的信義會），同時亦支持禁酒運動，至1920年成功實施禁酒令；這激怒了一些反對禁酒的共和黨人，尤其是德裔美國人，使他們改為支持民主黨。1860年至1912年間，共和黨一直利用民主黨與「飲酒、舊教、造反」之間的牽連爭取支持度，酒意味著民主黨與釀酒業和酒館業的利益，相較之下共和黨則採取堅定的禁酒姿態。「舊教」指的則是民主黨與天主教信徒之間的關聯，愛爾蘭裔天主教徒是民主黨在東北大都市地區的主要黨員基礎，共和黨則大力指控他們政治腐敗。「造反」指的則是1861年試圖分離合眾國的南方聯盟國（絕大部分是民主黨人）以及那些同情他們的北方民主黨人。然而日後移民人口的增加對民主黨較為有利，大量前來的德裔和愛爾蘭裔移民大多支持民主黨，且超過了以英國和斯堪的納維亞移民為主的共和黨人。
威廉·麦金莱在1896年當選總統，象徵了共和黨稱霸的一個新時期的開端，干涉主義自始成為共和黨奉行的外交政策。他承諾高關稅政策終結了1893年以來的經濟恐慌，並且指責民主黨候選人威廉·詹宁斯·布莱恩的銀幣自由鑄造政策將會造成經濟垮台。麦金莱依賴金融、鐵路、產業、和中產階級的支持，並將共和黨形塑為代表工商業團體的政黨，以壓倒性勝利當選總統。麦金莱也是第一個提出多元論的總統，主張所有種族和宗教群體都會因他的政策而受益。麦金莱在任內進行美西戰爭，戰後美國奪得菲律賓及古巴等原西班牙的殖民地，至此控制太平洋及加勒比海。共和黨在接下來36年裡控制了28年總統任期，僅有伍德罗·威尔逊的兩屆任期例外。

### 20世紀

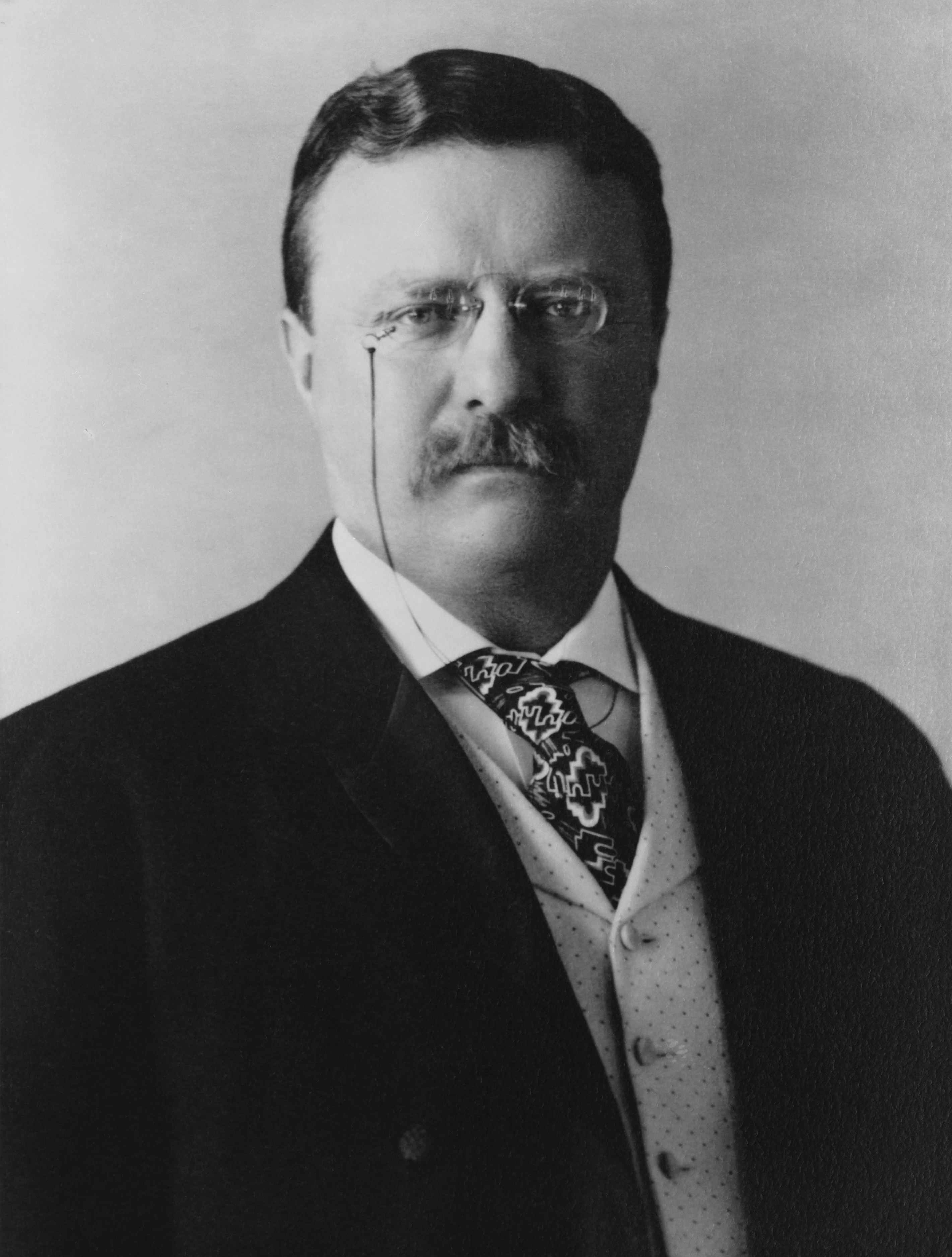
第26任總統西奥多·罗斯福是进步时代最突出的總統（1901-1909年在任）

西奥多·罗斯福是20世紀首位美國總統，亦是美國就任時最年輕的總統。他接任時繼承麦金莱的政策，但在1904年當選連任後，他開始改變政策走向，攻擊大企業利益並頒布反托拉斯法。他在鐵路立法和食物清潔法案上只獲得中等的進展，但在法庭上則得到更大的勝利，成功解散了标准石油和其他壟斷公司，但最後沒能在任內通過主要的公平交易法案。1908年，共和黨提名戰爭部長威廉·霍华德·塔夫脱參選並成功繼任總統，雖然塔夫脱的政策比起羅斯福保守，但他在任內通過的反托拉斯法和反壟斷政策卻比羅斯福要來的多。關稅的議題一直是共和黨內部的分歧點，羅斯福試著延緩這個議題，但塔夫脱任內必須面對之，保守派希望對外來的加工產品施加高關稅（尤其是羊毛），但中西部則希望減低關稅。共和黨內保守派與進步派的分歧終於一發不可收拾；在1912年總統選舉中，羅斯福親自組成進步黨作為第三黨的候選人，最後他獲得的票數超過了塔夫脱，但因共和黨的選票分裂，造成民主黨的候選人伍德罗·威尔逊脫穎而出當選，成為共和黨稱霸時期中唯一的一個民主黨總統。
共和黨在州和地方的層次上接受進步主義時期的政策，試圖促進都市地區的改革。共和黨控制了整個1920年代的總統任期，實行違逆國際聯盟的政策、高關稅、並且維持商業團體的利益。沃伦·盖玛利尔·哈定、卡尔文·柯立芝、以及赫伯特·胡佛先後擔任總統。雖然共和黨在1920年代於大都市地區的天主教人口中獲得不錯支持度，但在1928年選舉中卻無法繼續維持，並在1932年呈現都市地區開始轉變為民主黨的重鎮。1929年10月，華爾街股市的垮台開始了一連串的經濟大恐慌。胡佛試著盡力緩和廣泛的經濟衰退，但情況依然沒有改善。最後民主黨在1930年期中選舉裡獲得了主要的勝利，成為自威爾遜以來首次於國會中與共和黨席次相近的局面。

#### 新政時期至戰後時期

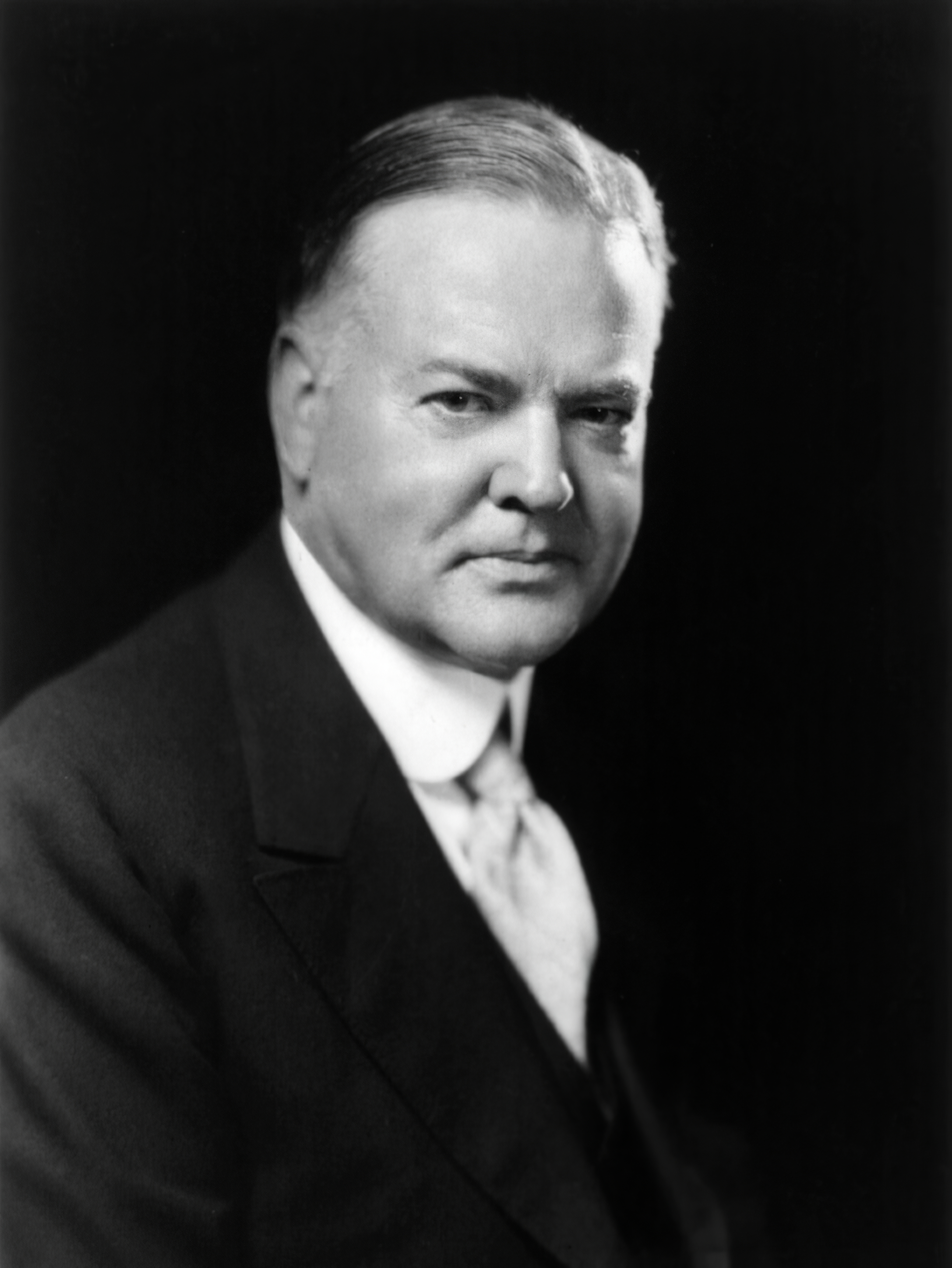
第31任總統赫伯特·胡佛（1929-1933年在任）

自1932年總統選舉由民主黨的富蘭克林·羅斯福勝出後，其新政聯盟在接下來的三十年中大部分時間控制著美國政治，期間僅共和黨的德怀特·艾森豪威尔曾贏得兩屆總統任期；在新政時代，許多黑人進入了民主黨。羅斯福於1933年上任後，其新政法案在國會席捲而來，經濟從1933年初的最低點急劇上升，然而長期失業一直拖到1940年。到了1934年期中選舉，有10位共和黨參議員丟失議席，共和黨只剩下25席，而民主黨增加9席（進步黨獲得1席）達到69名參議員；眾議院民主黨同樣也壓倒多數。
共和黨派分為多數“舊權利”（駐紮在中西部）和自由派駐紮在東北，支持了許多新政。舊右派猛烈抨擊“第二筆新政”，並說這代表了階級鬥爭和社會主義。羅斯福於1936年總統選舉中以壓倒性勝利再次當選；然而，隨著他第二任期起經濟下滑、罷工飆升，他無法有效控制最高法院和從民主黨中清除南方保守派。共和黨人在1938年期中選舉中捲土重來，並出現了新的後起之秀，如俄亥俄州偏向右派的羅伯特·塔夫脫和紐約州偏向左派的托马斯·杜威。南部保守派與大多數共和黨人組成保守聯盟，直到1964年為止，它一直在國會的國內問題上佔據主導地位。雙方在外交政策問題上分歧很大，反戰孤立主義者在共和黨中占主導地位，而干預主義者則想干預二戰。罗斯福分別於1940年和1944年贏得第三和第四屆任期，儘管保守派在戰爭期間廢除了大部分新政，但他們並未試圖推翻社會保障或監管業務的機構。
在1938年初，美國又爆發了一次嚴重的經濟衰退，主要的罷工潮遍及全美國，而羅斯福沒能成功去除最高法院裡的保守派大法官，共和黨在1938年國會選舉於眾議院重新奪回了75席。保守派的民主黨人—大多數來自南方，與共和黨組成了保守派聯盟，並且主導了國會的國內議題一直到1964年為止。從1939年至1941年間，共和黨內部在是否支持英國以及對二戰的立場上產生分歧，干涉主義者如亨利·刘易斯·史汀生主張支持英國，而孤立主義者則強烈反對美國參戰。共和黨和民主黨兩黨的反戰勢力並且一同組成了美國第一委員會（America First Committee）以阻止美國參戰。1940年，毫不知名的溫德爾·威爾基在全國代表大會上脫穎而出代表共和黨參選總統，他批評羅斯福的新政效率低落，並且也批評羅斯福的競選破壞了美國總統連任不過三屆的傳統。珍珠港事件終結了干預主義和孤立主義之間的爭論，共和黨在1942年期中選舉裡進一步奪回更多席次，終於平衡了民主黨長期以來的多數派地位。隨著戰時軍工生產而來的經濟繁榮，保守派聯盟停止了大部分的新政計畫。
作為少數派政黨，這時的共和黨有兩個派系：自由派支持大多數的新政，但主張必須更有效的實行之；保守派從一開始便反對新政，並在1940年代與保守派民主黨人合作下得以撤銷了許多新政的措施。由托马斯·杜威領導的共和黨自由派以東北部為主要根據地，而反對新政的保守派則以西部和東南部為主。西部的選民結構在這段時期開始分歧，而南方仍然是民主黨的穩固票倉。杜威並不反對新政政策，但要求必須採取更有效的手段，主張加速經濟成長的政策、並反對政治腐敗；在戰爭初期，他也比保守派更願意支持英國。
歷史學家喬治·納什（George H. Nash）認為：“共和黨溫和的國際主義，主要是與東方的共和黨人不同，他們接受（或至少是默許了）新政和杜魯門總統外交政策的基本前提，而共和黨的權利本質上是反革命、反集體主義、反共產主義、反新政，熱衷於有限政府、自由市場經濟學和國會（相對於行政）的特權。保守派從一開始就必須進行持續的兩面戰爭：反對自由民主黨和來自內部的共和黨人。”
1944年，健康狀況已經逐漸惡化的羅斯福仍在總統選舉中擊敗了杜威，成為歷史上唯一連任四屆的總統，隨後羅斯福於1945年於任內去世後，時任副總統杜鲁门繼任為總統。
1945年以後，儘管舊權利繼續孤立，但共和黨國際主義派與杜魯門的冷戰外交政策合作，資助了馬歇爾計劃並支持北約。
1945年第二次世界大戰結束後，共和黨內的保守派孤立主義者反對加入聯合國，並且對於阻止共產主義在全球的擴張不感興趣。不久後，北约指揮官和二戰將軍艾森豪威尔擊敗了被視為保守派領袖的參議員羅伯特·塔夫脫取得共和黨的總統提名，並在1952年當選總統，結束了長達20年來民主黨控制白宮的時期，這時共和黨在國內議題上並沒有太大分歧，而艾森豪威爾將黨內事務（對共和黨全國委員會的控制以及發言人的角色等）全交給副總統理查·尼克森處理。
20世紀下半葉，共和黨總統艾森豪威爾、理查德·尼克松、杰拉德·福特、罗纳德·里根和喬治·W·布什當選或繼任。儘管艾森豪威爾獲得跨派系的選民支持，但他未能將共和黨推向更溫和的位置，由此保守派對國內政策仍具有一定的影響力。自1976年以來，除了一些東北方面的支持之外，自由主義的路線在共和黨逐漸走向式微。其中里根被視為標誌性的保守派和共和黨總統，日後的共和黨人往往宣稱要分享他的觀點，並力圖將自己的政策確立為更適合其遺產的繼承人。
在第二次世界大戰之後的大部分時間裡，共和黨人在州立法機構的席位很少。這種趨勢在1990年代後期開始逆轉，共和黨人增加了州立法機構的席位，並控制了南部的州立法機構。

#### 雷根革命

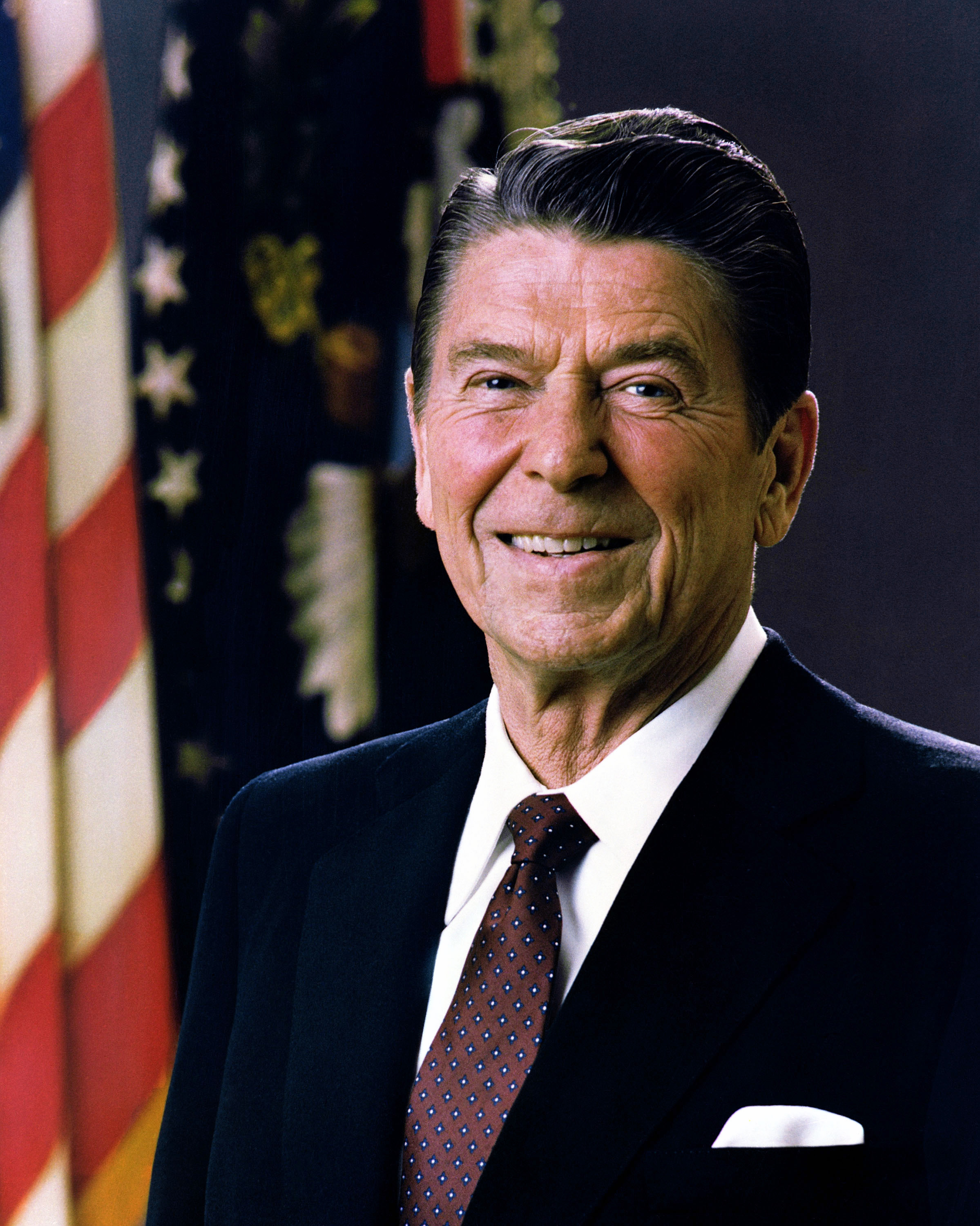
第40任總統隆納·雷根在1980年代提出雷根經濟學，並對共和黨及美國保守主義影響深遠，亦是日後共和黨的楷模（1981-1989年在任）

罗纳德·里根在1980年總統選舉勝利，成為美國政治板塊的主要分水嶺。1980年，由於民主黨已經失去大多數社會-經濟階層的支持，加上伊朗伊斯蘭革命導致的人質事件，使得里根得以壓倒性勝利。在1984年的選舉中，雷根在普選中贏得了將近60%的選票，並且囊括49個州的選舉人團票，民主黨提名的沃尔特·蒙代尔只獲得他的老家明尼蘇達州和哥倫比亞特區，使雷根創下了獲得525張選舉人票的歷史紀錄（全部為538張），即使是在明尼蘇達州，蒙代尔也只超過了雷根3,761票，意味著雷根差點就能贏得全部五十個州。
政治評論家則試著解釋為何雷根能獲得如此龐大的支持度，他們以「雷根民主黨人」來描述那些選擇投給了雷根的民主黨人。雷根民主黨人大多位於1980年代之前的傳統民主黨地區，大部分是白人、藍領、工人階級及農民，被雷根在墮胎等社會議題以及強硬的外交政策所吸引，使他們在1980年代選擇投給共和黨以助其壓倒性勝利的特殊現象。往後他們在1992年和1996年便不再支持共和黨，其中可能受到比尔·克林顿領導的民主黨向中間路線靠攏以及第三方候選人罗斯·佩罗的影響。
經濟政策上，雷根徹底改變了美國政治，他將所得稅降低了25%、減少許多苛刻的稅賦，同時也解決了自1970年代以來一直蔓延的經濟滞胀，遏止了嚴重的通货膨胀以及經濟衰退。雷根在兩黨的支持下繼續對商業撤銷管制，消除了幾乎所有新政以來遺留的管制政策，除了社會福利之外；雷根在兩黨的支持下徹底改革了社會福利制度，使其花費的預算在接下來25年不會超過政府控制，解決了當時即將爆發的金融危機。雷根稱這些政策是使美國經濟在1983年開始茁壯復甦的主因，並始終強調他對於聯邦政府在處理問題上的能力抱持著懷疑態度，雷根在任期間的經濟政策被稱為雷根經濟學。
外交政策上，雷根的強硬作風並沒有同時獲得兩黨的支持。大多數民主黨人強烈反對雷根對於尼加拉瓜反桑解政府游擊隊康特拉的援助，也反對雷根對危地马拉、洪都拉斯等地的反共獨裁政府的支持。而雷根採取強硬政策對抗苏联，使得那些希望廢止核武器的民主黨人大感擔憂，但雷根仍成功的增加軍事預算，並發起被人稱為「星球大戰」的主動戰略防禦計畫，以此壓倒蘇聯的軍事平衡。但當改革派的蘇聯領導人戈巴契夫掌權時，許多保守派的共和黨人都對他與雷根之間逐漸發展的友情感到不可置信。戈巴契夫終止了與美國的軍備競賽，試圖以此挽救蘇聯的共產主義，並且放寬對於東歐地區的控制，直至1991年苏联解体。不少人認為雷根的強硬政策促使美國最終在冷戰中取得勝利，就連對雷根最激烈的批評者亦承認：「他最偉大的成就便是恢復了美國人對他們自己和他們政府的自尊，尤其是在經過了不堪回首的越戰、水門案、伊朗人質危機的挫敗以及其他幾個無能的總統之後。」
副總統乔治·H·W·布什有賴於雷根的魅力而贏得1988年美國總統選舉。老布希上任後避免炫燿美國在冷戰中取得優勢的情緒，以免破壞與苏联的關係，不久後苏联解体而結束冷戰。1991年領導美國進行第一次海灣戰爭，迫使伊拉克從科威特撤軍。但此後因經濟問題，導致老布希聲望下降。
老布希於1992年總統選舉中敗予民主黨的比尔·克林顿，結束共和黨12年執政。克林顿上任後實行自由派路線，包括加稅、容許同性戀者參軍的不問，不說政策、推動醫保改革等，造成社會爭議，使共和黨得以進行反擊。
在紐特·金瑞契的領導的共和黨革命下，共和黨在1994年成功重奪美國國會眾議院及參議院控制權，終結民主黨對國會長達40年的控制權，使共和黨自1952年以來首次全面控制國會，亦奪得過半的州長席次，且首度成功控制超過一半的州議會席位。在接下來12年，共和黨在國會兩院的多數派地位只有在2001-2002年的參議院會期中被短暫打破，並一直維持到2006年為止。
共和黨提出的政見包括了一系列對政府的主要改革，例如預算平衡法案和福利制度改革。共和黨將這一系列政見命名為為「與美國有約」（Contract With America）運動，以此作為當年選舉的文宣主軸。在選舉勝利後，共和黨成功通過了其中一些法案，但在其他一些如國會議員任期限制的法案上遭到挫敗。柯林頓反對共和黨的一些社會議題政策，但接受了福利制度改革以及平衡聯邦預算的法案。這使得美國福利制度經歷大規模的轉變，民主黨內保守派對此表示支持、而自由派則大力反對。1995年，共和黨重新控制國會兩院後，與民主黨的柯林頓政府之間的一場預算鬥爭導致聯邦政府暫時陷入癱瘓，但事件的負面效果使柯林頓得以在1996年總統選舉中順利當選連任，擊敗共和黨提名的總統候選人兼參議院領袖鮑勃·多爾。

### 21世紀

#### 布什時期
在2000年美国总统选举中，乔治·W·布什擊敗了民主黨提名的時任副總統艾伯特·戈尔，這是共和黨自1952年來首次同時控制了白宮和國會兩院。布希在普選票中輸給了戈尔，但在選舉人團的總票數中以271票對266票微弱優勢而獲勝（布希在佛羅里達州贏戈尔537票，經過一個月的重新點票及計票爭議之後，美國最高法院做出判決停止了在法定期限截止之前未及全州性的人工計票，確認布希當選總統），他成為美國自1888年以來第一個輸掉了普選票但贏得選舉人團票的總統。
由於無勝出普選，布希在任初期表現溫和，選擇與民主黨合作。2001年發生九一一袭击事件後，布希展開了一系列的反恐戰爭，包括了阿富汗戰爭、頒布美國愛國法，以及到了2001年阿富汗的塔利班政權被美國打擊而失去廣大領土控制權，相關戰爭直至2011年捕獲基地组织的領導人奥萨玛·本·拉登才大致告終，儘管塔利班仍控制部分領土。
共和黨在2002年期中選舉表現良好，受到反恐戰爭初期的正面影響，共和黨鞏固了在眾議院的優勢、同時重新掌握在參議院的多數派地位。布希在同年決定發動伊拉克战争，雖然他獲得國會充分授權，亦獲不少民主黨人支持，但亦激發強烈反戰聲浪，並引發法國、德國等歐洲盟友的反對。2003年3月20日，經過一連串在联合国冗長的外交手段失敗後，布希在聯合國並未授權之下選擇與英國等部分盟國一同入侵伊拉克。
往後布希在爭取連任總統的黨內提名中並未遭遇任何對手，他將政見定為「一個更安全的世界和一個更有希望的美國」，展現了他對贏得反恐戰爭的信心，並且主張要建立一個「所有權的社會」（Ownership society），強調個人的責任感、經濟自由以及財產的所有權，建立起一個能在世界上競爭的先進經濟體系。
2004年11月2日，布希在2004年美国总统选举贏得連任，這次布希取得了6,200萬張的普選票，高過民主黨的约翰·克里逾300萬票，布希取得的286張選舉人票也高過凱利的251張，布希包括拉美裔美國人的44%。在布希當選連任的同時，共和黨也在國會兩院增加了一些議席。布希曾經告訴記者：「我在選戰中掙取了資本—政治的資本，現在我則打算以我的風格花掉這些資本。」他在2005年1月宣布了他的政策計畫，但隨著他在民調中的民眾認可度逐漸下跌，他的麻煩也逐漸開始。他努力爭取在福利制度中增加個人儲蓄帳戶的制度，同時提出大規模的稅改修正案，但這兩個法案都被延期了。他成功指派許多保守派擔任最重要的政府職位，由康多莉扎·赖斯擔任國務卿、約翰·格洛佛·羅伯茨擔任首席大法官、本·伯南克擔任联邦储备系统主席等等。他成功的發動新一波的減稅，同時封鎖了其他可能增稅的管道。2006年，布希強烈捍衛他的伊拉克政策，主張美國正在邁向勝利。他也成功延長了《美國愛國者法案》，主張就是這個法案保護美國在2001年的911事件後一直沒有遭受新一波的攻擊。

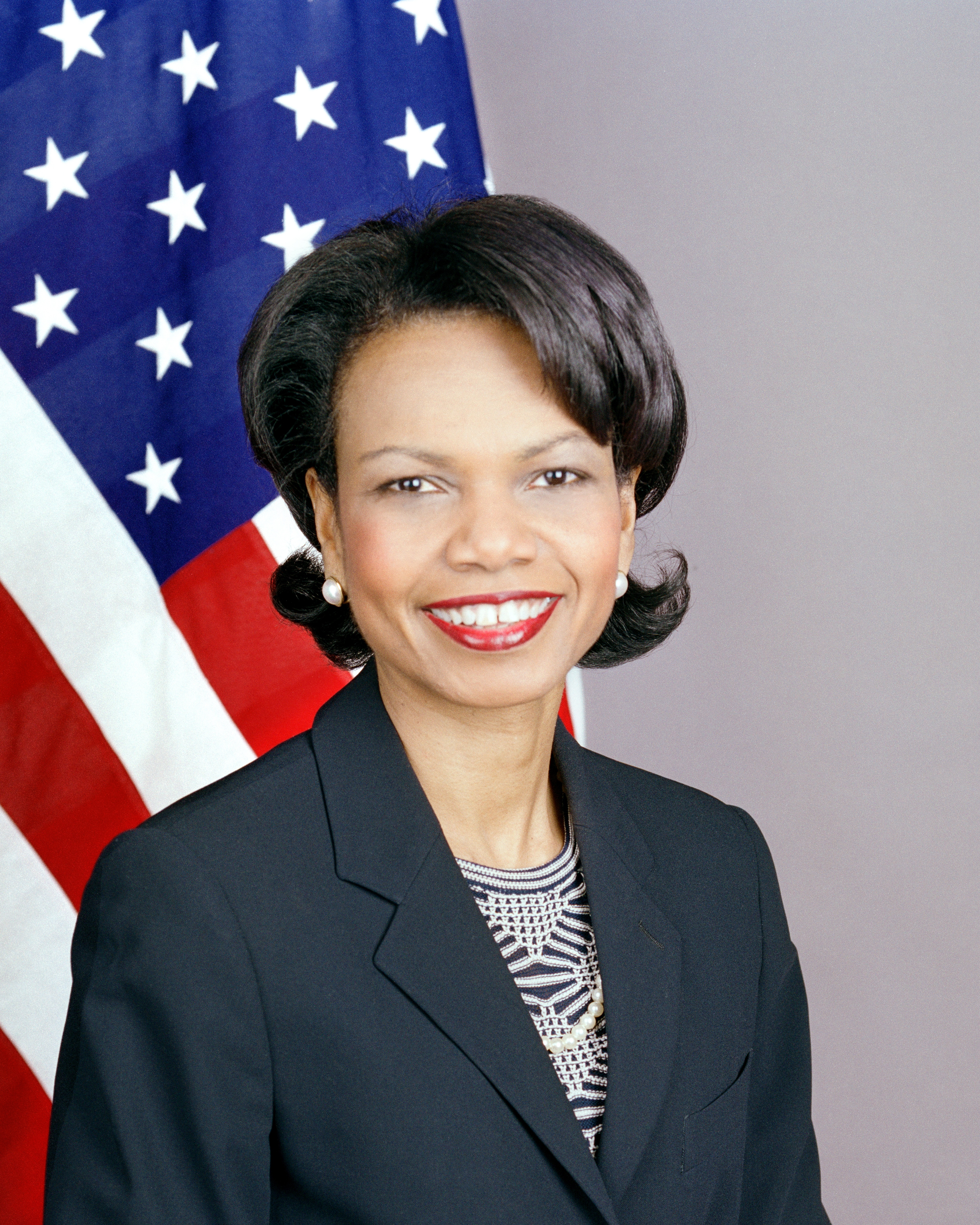
共和黨籍的國務卿康多莉扎·赖斯，她是首位非裔女性國務卿

共和黨在1969年至2009年的40年內控制了白宮長達28年。自1995年以後的大部分時候，共和黨在國會兩院保持著多數派地位，直到2007年為止；由於2006年期中選舉的失敗，在2007年1月3日召集的第110屆美國國會兩院便由民主黨佔據多數派地位。
共和黨的評論者指出共和黨受益於郊區人口的增長，尤其是在共和黨占優勢的美國南部，同時傳統民主黨的重鎮如東北「五大湖區」、「中大西洋區」和「新英格蘭區」都會帶的人口開始減少。由於人口的轉移，還使得布希在2000年至2004年之間多獲得了6張選舉人團票（根據每十年一次的全美人口普查分配聯邦眾議員席位，並進而影響選舉人團之票數）。在2004年大選中，美國成長最快的前一百個都市中的九十七個都是由布希獲勝，這也顯示出共和黨在新興都市（有別於傳統大城）和南方大都會區的支持度躍升。布什亦贏得相當高的少數族群的選票，在2004年亦取得44%的拉美裔選票。反伊戰的示威情緒並不能阻止布希連任。
然而，自由派評論者則認為非地域性的社會人口統計傾向於對民主黨有利，他們指出快速增加的大學畢業生人數（受過高等教育和年輕人通常較傾向支持民主黨），以及共和黨在白人和鄉村的基本票源亦可能出現流失。
2005年9月，颶風卡特里娜摧毀了新奥爾良以及週遭的一大段地區，布希政府在救災上的反應被批評為不夠迅速和充分，聯邦緊急應變中心（FEMA）的署長也被迫辭職。包括共和黨眾議院議長在內的數名國會議員則被控在選舉募款上有舞弊行為，民主黨則藉機大肆炒作這個議題，使布希的支持度大幅下降。在2005年11月的選舉中，共和黨籍的紐約市市長麥克·彭博以壓倒性勝利當選連任，成為共和黨在一向屬於民主黨重鎮的紐約市的第四次連續勝利。

#### 茶黨運動
2006年，共和黨挑選了俄亥俄州眾議員約翰·博納作為眾議院領導人，並挑選肯塔基州參議員米奇·麥康諾作為參議院領導人。同年11月，民主黨於期中選舉擊敗了共和黨，使得民主黨奪回了失去12年的兩院多數黨地位。
2006年的國會選舉則象徵民主黨奪回了部分選民的支持，使該黨得以獲得國會兩院的多數派地位。造成這種轉變的主要原因之一在於對伊拉克戰爭的反彈，以及小布希執政後期共和黨爆發的政治弊端。此外，與移民有關的議題也在共和黨內部造成分裂；而美國經濟情況的持平表現沒有替共和黨的選情起加分作用。
對共和黨未來抱持悲觀態度的人，則質疑共和黨是否能繼續同時容納自由意志主義與社會保守主義兩者，共和黨能否在驅逐非法移民的同時，也不會傷害到那些想雇用移民作為便宜勞工的商業團體。抱持樂觀態度的人則指出當年羅斯福的新政聯盟甚至容納了比共和黨目前更多元而分歧的政治成分。就整體而言，共和黨依然是一個相當凝聚的政治團體，在堅定支持經濟自由主義的同時，亦毫不保留地支持社會保守主義，這使得他們總是與想要大政府、不強調社會傳統價值的民主黨處於對峙狀態。
民主共和兩黨均在2008年美國總統選舉進行初選。這是自1928年首次現任總統及副總統均無參與的總統選舉。參與角逐者中，受到注目的包括前紐約市長魯迪·朱利安尼、曾于2000年參選總統的亞利桑那州參議員約翰·麥凱恩、麻薩諸塞州州長米特·羅姆尼，以及在愛荷華初選中意外脫穎而出的前阿肯色州州長麥克·哈克比。其他初期的可能候選人包括伊利諾州的企業家約翰·H·考克（John H. Cox）和奧勒岡州的企業家麥可·查爾斯·史密斯（Michael Charles Smith）、加利福尼亞州眾議員鄧肯·亨特、堪薩斯州參議員山姆·布朗貝克、前众议院议长紐特·金里奇、紐約州州長喬治·帕塔基等人。
雖然角逐者眾多，但事前被公眾所看好的幾位候選人中，在全國民調本來居於領先的朱利安尼由於策略失誤，在佛羅里達州初選失敗後退出。自我定位為保守派的羅姆尼則受到前美南浸信會牧師麥克．哈克比的挑戰，進而在「超級星期二」的多州初選中未能取得以保守派為主的南方或是大州支持而中止競選活動。最開始聲勢趨弱的約翰．麥凱恩則是在贏得新罕布夏初選後重振旗鼓，獲得許多共和黨政治要人背書支持，陸續贏得許多關鍵大州並取得壓倒性領先。更於俗稱「迷你星期二」的德克薩斯、俄亥俄、佛蒙特與羅德島四州初選中擊敗僅剩的對手哈克比後，正式取得共和黨總統候選人的提名資格，其副手人選是阿拉斯加州州長莎拉·佩林。最終麥凱恩在2008年11月5日晚上向支持者承認敗選，並向總統當選人貝拉克·奧巴馬致意。
2009年1月30日，在首位非裔美國總統歐巴馬就職十天後，前马里兰州副州长迈克尔·斯蒂尔（Michael Steele）當選共和黨全國委員會主席，使其成为共和党史上首位非洲裔黨主席。
2010年期中選舉期間，共和黨的國會議員提出了包括一系列對民主黨政府政策的不同意見，並致力於平衡預算、削減赤字和增進就業等，共和黨將這一系列政見命名為「對美國承諾」（Pledge To America），以此作為2010年選舉的全國文宣主軸。受到全美普遍對歐巴馬政府在經濟（失業率、預算赤字）和社會（健保、非法移民）政策表現的失望與不滿，加上茶黨運動崛起以及傳統上在期中選舉的鐘擺效應等影響之下，使共和黨贏得了此次選舉的勝利；由此共和黨奪回聯邦眾議院的控制權，讓共和黨眾議院領袖約翰·博納成為眾議院議長，而聯邦參議院亦有所增長，並在多個州長和地方選舉中獲勝重新執政，大幅削弱了民主黨，同時也有不少民主黨在南方的保守派議員被共和黨擊敗。然而民主黨保住了聯邦參議院的控制權，維持住對聯邦政府人事任命的主導權，直至2014年共和黨一併贏得參議院，自隔年初起取得國會兩院的控制權。另外從2004年至2014年，共和黨州領導委員會（RSLC）籌集了超過1.4億美元用於州議會選舉，而民主立法競選委員會（DLSC）籌集的資金不到該時期的一半；在2014年期中選舉之後，共和黨控制了98個黨派州立立法機構中的68個（該黨歷史上最多），並控制了24個州的政府行政部門和立法機構（民主黨僅控制了七個）。
2010年美國期中選舉以來，保守派全面主導共和黨及茶黨運動的崛起，使共和黨出現路線之爭。例如溫和派主張改革移民政策，以吸納更多少數族裔，特別是日益增加的拉美裔美國人；但保守派則主張修緊移民政策，加快處理非法移民問題，由此右翼民粹主義開始在共和黨發展。

#### 川普時期

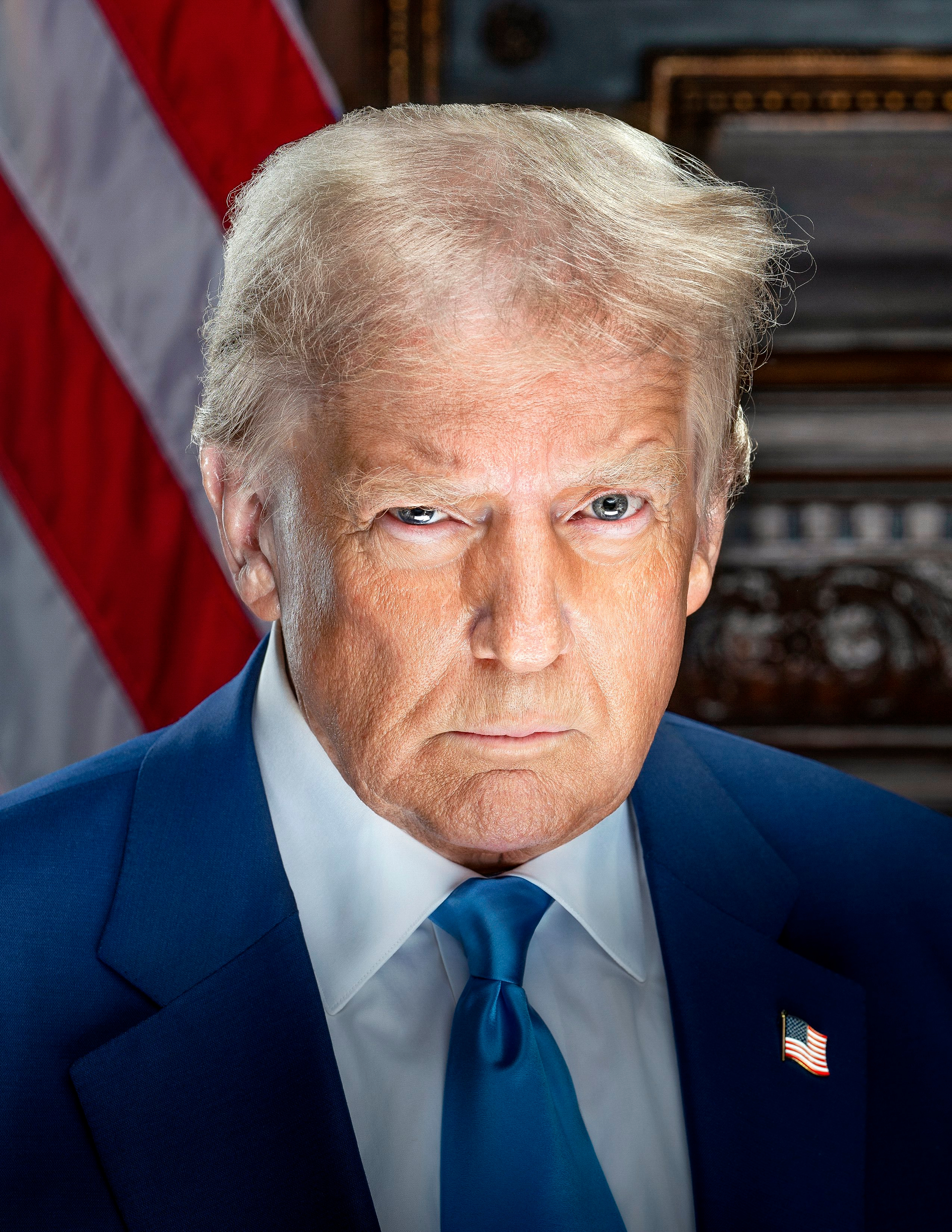
第45、47任總統唐納·川普（2017-2021年、2025年至今）

2015年6月16日，唐納·川普參與共和黨初選，期間他對非法移民、少數族裔及宗教等立場的言論受到矚目和爭議；2016年5月3日，川普勝出共和黨初選，7月21日正式獲共和黨提名參選總統。選舉期間，川普抨擊民主黨候選人希拉里·克林顿在歐巴馬政府時的外交政策，以及她對移民、宗教及恐怖主義問題的立場，最終川普以304張選舉人票勝於希拉里，當選第45任總統，是繼2000年小布希之後普選票中較少但在選舉人團勝出的候選人；同時共和黨繼續控制參眾兩院，共和黨10年來再次掌握行政、立法大權。2018年美国中期选举后，共和党丢失众议院控制权，但仍保留参议院控制权。2020年美国参议院选举后，原为共和党控制的佐治亚州被民主党夺取，两党各占参议院100席中的50席；同时亦因民主党籍乔·拜登在2020年美國總統選舉获胜，使其副手賀錦麗成為副總統兼任参议院议长而获得决定性一票，由此共和党丟失执政权以及参议院控制权。2022年美国中期选举后，共和党夺回众议院控制权。
川普再次參選2024年美國總統選舉並獲得共和黨提名，最終川普以312張選舉人票擊敗民主黨總統候選人兼副總統賀錦麗的226張選舉人票，當選第47任總統，是共和黨自1988年美國總統選舉以來獲得最高的選舉人票數和自2004年美國總統選舉以來首度同時贏得選舉人票及民選得票，川普也成為繼民主黨籍格罗弗·克利夫兰之後第二位當選不连续两届任期的總統，共和黨亦奪回參議院控制權，恢復其在美國聯邦政府的完全執政。

## 當前意識形態
共和黨是由許多不同的非正式派系所組成的，這些派系也經常會互相重疊、但不一定會同意彼此的立場。舉例而言，右翼民粹主義的特朗普派是共和黨當今最大和最主流的派系。共和黨內亦有財政保守主義派、福音教派、社會保守主義派、自由意志主義派、新保守主義派、中間溫和派（Moderate Republicans）以及代表LGBT保守派的「木屋共和黨人（Log Cabin Republicans）」。其中反特朗普派由不同的共和黨人組成，只要你是特朗普反對者。部分研究认为，自从特朗普上台执政之后，美国的民主制度已经变为不自由的民主
與民主黨相較，共和黨在社會議題上傾向保守主義，在經濟上則接近於自由意志主義，並且與华尔街（象徵大企業）和商业街（象徵中小企業）都有緊密的關係，但很少獲得工会團體的支持。
共和黨支持小政府、低稅賦、在經濟議題上主張限制政府規模、並且支持商業發展，推動親企業和工商業的政策；而在一些社會議題如堕胎上共和黨則強烈反對。在1981年的就職演說中，雷根總結了他對於限制政府規模的理念：「在目前的危機中，政府並不是解決我們問題的方法，政府本身才是問題所在。」雷根的演說顯示了主流共和黨人對政府的態度。
自從1980年以來，共和黨內部如同政治評論者George Will所說的：「並立著兩種關係緊張的保守主義派系—西部和南部。」依據他的說法，西部的流派「大體上是自由意志主義，認為裁減大政府後將能使一個培育自由責任感的公民社會繁榮發展。」然而，南部的流派則反映出福音教派和基督教基本教义派的宗教理念，較少關注經濟的議題（很多是白人工人階級和農民，部分更長年依靠社會福利為生），但卻更注重道德的社會文化議題，例如反對堕胎和同性戀。美國中西部及南部也有著穩固的福音教派共和黨勢力，而且在1980年代後成為共和黨的票源基礎。事實上，經濟自由意志主義和社會保守主義這兩種派系不一定是互相排斥的，他們在共和黨內往往是互相重疊的，很多共和黨的政治人物同時擁有這兩種政治意識形態。

### 權力分立和制衡
共和黨相信立法權力是屬於立法機關（國會）的管轄，而法官—尤其是最高法院的法官不應該使用他們的權力按憲法字面隨意解釋憲法和創造法律，即使解釋憲法亦應按美國開國元勳制定美國憲法時的原意去解釋，許多保守派還稱那些法律是「法官捏造的法律」。一些反墮胎的共和黨人認為將墮胎合法化的罗诉韦德案便是法官捏造法律的例子之一（法官認為墮胎屬女性的隱私權，禁止墮胎違反了美國憲法第十四修正案）。一些共和黨人譴責這種行為屬於「司法激進主義」，並且他們也積極的圍堵那些被他們認為是「司法激進主義者」的法官，並且指派那些在他們看來屬於「克制型」的共和黨法官。
其他一些共和黨人則繼承了威廉·霍华德·塔夫脱的傳統，主張法官的工作便是主動而公平的解釋憲法、並保護公民的權利免受地方立法機構的侵害。首席大法官約翰·格洛佛·羅伯茨便曾在2006年他的批准聽證會上與一些保守派吵了起來，因為他主張憲法的確賦予了隱私權（羅伯茨同意奧巴馬醫保的大部分條款），此外共和黨人與民主黨相較，許多保守派抱持著更堅定的聯邦主義和地方分權的理念，更強調要限制联邦政府的權力、並且主張地方州保留更大的權利。從這個觀點的聯邦主義出發，保守派經常反对國會權力通過憲法中的商業條款（Commerce Clause）延伸并影響到州權力。一些更具自由意志主義色彩的共和黨人則主張以更嚴格的方式解讀商業條款。

### 經濟政策
共和黨強調私人企業和個人決策對於促進經濟繁榮的重要性，他們支持一個對商業有利的自由市場政策、經濟自由主義、並且限制政府規模和政府管制。不過在近年來，一些人也指出2006年美國高昂的預算赤字，批評共和黨不再是財政保守的政黨了。
當前大多數共和黨人抱持的經濟理論是罗纳德·里根所提出的雷根經濟學（與大西洋彼岸的英國柴契爾主義相互輝映）。這個理論主張減少所得稅率會增加GDP成長，額外的成長也因此會替政府帶來更多額外的收入。這個理論也反映在共和黨對於減稅的長期支持上，減稅自從1920年代以來便一直是共和黨的主要政見。
共和黨人相信自從小布希政府2001年以來的一連串減稅政策幫助了美國經濟的發展。而許多共和黨人也認為所得稅是註定效率低落的，同時也較反對等級稅制，認為那是劫富濟貧的制度，不公平的懲罰製造了更多工作機會和財富的人。
共和黨人同意應該有一個「安全網絡」並改革社會保障以協助那些較貧窮的人口；然而，他們支持的政策通常開銷較少、較不依靠政府支出、同時對於參與資格也有較嚴格限制。共和黨人強烈支持1996年的福利制度改革，以此提高接受福利制度補助的資格門檻，並且成功地使許多之前依賴福利補助的人口開始尋找工作、自立更生。
共和黨反對一個僅由政府主導的全民健保制度—例如那些在加拿大和歐洲大多數國家的制度，主張一個由當前個人或雇主為基礎選擇的健保制度，並且僅針對年長者提供醫療保險（Medicare）、對貧窮者提供醫療補助（Medicaid）。共和黨在歷史上對於福利制度、醫療保險、以及醫療補助計畫持反對態度。國會裡的共和黨人和布希政府支持削減醫療補助的成長率，而在另一方面，國會裡的共和黨人卻也支持擴展醫療保險，支持從2006年開始對年長者提供新一批的藥品補助計畫。
共和黨通常反對工会，並且支持在地方州和聯邦的層次上頒布許多對組織工會不利的法規，但近年共和黨獲不少藍領工會、警察和消防員工會的支持。
共和黨通常反對增加最低工資，認為最低工資制度只會增加失業率（因為理性的雇主將會聘雇較少的人）並且減少商業的利潤，甚至逼使大量工作機會外移到工資低廉國家。

### 社會政策
大多數共和黨人都持社會保守主義的立場，反對墮胎及部分LGBT權益，但支持同性婚姻合法化。他們強調以犹太教-基督教伦理為基礎的行動，並認為美國立國是建基於基督教的社會價值觀，即使美國憲法第一修正案禁止國教及保障宗教信仰自由。
共和黨支持減少社會保障制度、反對政府為了消除歧視而施加的僱傭種族配額，但反對以積極行動政策來避免婦女和少數族群遭到歧視的議題上則產生分歧。
共和黨支持保留死刑以及其他較嚴格的懲罰措施，但同意死刑存廢與否應由州決定。
共和黨通常也強烈支持自由買賣和擁有槍械的權利
大多數共和黨人支持透過學券制和許可證學校制（charter schools，相當於津貼公立學校及經政府津貼、由私立辦學團體主辦，不少為宗教團體）來增加學生和家長們選擇學校的自由，不應強制子女入讀公立舉校，許多人也大力譴責公立學校制度以及公立學校教師組成的工會（大部分教師工會是民主黨的票源）。共和黨也要求現存的公立學校制度必須更負責任，最近在2001年頒布的「不讓任何孩子落後」法案便是例子之一。
共和黨內的宗教保守派系是共和黨的主要票源，包括基督教右派、保守及反墮胎的天主教徒和猶太教正統派，支持在公立學校組織由教師進行的學校禱告（1962年的美國最高法院裁決公立學校禱告違反美國憲法第一修正案），並且堅持在教導進化論的同時也應教導創造論或智能设计论（部分州份容許自由教授創造論，但必須容許教授進化論，最高法院同樣裁決公立學校教授創造論違反美國憲法第一修正案）。
雖然共和黨投票支持增加政府對科學研究上的補助，許多共和黨人積極的反對聯邦政府補助胎兒幹細胞研究，因為認為那會採集到並摧毀人類的胚胎（一些人認為那在倫理上是和墮胎一致的）。其他一些人則支持補助僅限成人的幹細胞研究。

### 外交政策
在九一一袭击事件後，布殊時期的共和黨在反恐戰爭上推行新保守主義，包括了2001年入侵阿富汗和2003年入侵伊拉克。布希政府認為在伊拉克的「非法戰鬥人員」（Unlawful combatant）不屬於日内瓦公约的保護範圍，主張日內瓦公約僅只保護主權國家的軍隊人員，並不適用於蓋達等恐怖組織的恐怖份子。共和黨也支持對联合国內部進行改革，以避免類似石油换食品计划的貪污事件再次發生。川普崛起後共和黨開始傾向孤立主義和不干預主義。
在環境保護主義方面，共和黨反對簽訂京都议定书及巴黎協定，認為協議只會傷害美國的經濟，而且也無法約束中國等大量製造全球暖化的國家。共和黨強烈支持自由貿易協議，尤其是北美自由贸易协议和中美洲自由貿易協議，目前共和黨也試圖進一步與南美洲國家如巴西、秘鲁、和哥伦比亚達成自由貿易協議。
共和黨在如何處置非法移民的問題上產生重大分歧，尤其是針對拉美裔人。布希政府將處理拉美裔人問題作為第一優先的政治目標，但許多共和黨的地方黨部並沒有重視這個議題。在整體上共和黨內的商業團體派系歡迎更多的移民，因為那代表更多便宜的勞工可以雇用；而社會保守主義的派系則反對之。在2006年共和黨總統支持參議院通過的一個完整的移民改革法案，使得上百萬的非法移民最終能取得公民身分，但眾議院則沒有接受。
共和黨對以色列及台灣有比較鮮明的支持立場。但對於歐洲、烏克蘭和俄羅斯就比較模糊，共和黨普遍質疑歐洲北約成員國國防經費投入不足，2022年俄烏戰爭爆發後大部份共和黨人希望兩國議和。

### 選民基礎
2008年後金融海嘯時代來臨，隨後的布希和歐巴馬政府先後大舉債救市帶來了股市和資產復甦，但勞工階級生活沒有改善甚至更差貧富距離更大，2015年後新一輪總統選舉開跑共和黨內出現川普現象（Trump effect），川普改變了一些黨內勢力版圖，民調發現多數共和黨主力的白人男性底層工人階級，開始強烈反對各種經濟自由貿易協定和增加移民的法案和政策，他們認為自己在全球自由化中屈居落敗者，永遠不可能打敗日本的品質和中國的廉價生產力，導致工作機會外移被搶走，而在國內也被非白人移民搶工作，並導致美國白人好像在街上越來越佔少數（事實上美國白人比例由1964年的90%降至2014年的72.4%，白人當中比例亦包括拉美白人；但非拉美裔白人卻從1964年的83%降至2014年的62%），外來宗教尤其是非基督教的也讓他們不安。同時他們不反對醫療保險和大福利來照顧自己，反對的是非法移民也能領福利，唐納·川普巧妙抓住這種心態而崛起，但他的主張也被認為悖於傳統共和黨價值，而遭到一些黨內老派系反撲，造成了黨內分裂。

## 選票基礎
商業團體：共和黨受到各種階層的商業團體的支持，從「商业街」（Main Street，象徵城鎮中小企業）到「华尔街」（Wall Street，象徵大型企業）都包括在內。
性別：自從1980年以來，共和黨在男性選民中受到的支持度要稍微高於女性選民。在2006年的國會選舉中，有47%的男性投給共和黨，而女性則只有43%。
族裔：自從1964年以來，共和黨在黑人中受到的支持度相當少，在近年來的全國性選舉上只獲得不到15%的黑人選票。惟前共和黨全國委員會主席斯蒂爾便是非洲裔，小布希內閣兩任國務卿也是非洲裔。小布希在拉美裔人中受到的支持度稍微高於以往，2000年獲得35%、而2004年則獲得為數不少的44%。在2004年，44%的亞裔美國人投給了小布希。而在2006年的眾議院選舉中，共和黨贏得51%的白人選民支持、37%的亞裔、和30%的拉美裔，但只獲得10%的非裔美國人支持。但總體來說，共和黨在少數族裔的得票率及支持度整體上較民主黨低，多數白人選民支持共和黨。
家庭狀態：在最近的選舉裡，共和黨對於那些有育養小孩的、婚姻狀態穩定的白人家庭有較高吸引力。未婚和離婚的婦女在2004年則較為支持民主黨。
收入：不同收入階層對於兩黨的偏好差異其實不大，雖然民主黨對於最窮的一部份選民有較高吸引力。在2004年的選舉裡，布希於最貧窮的20%的人口中獲得41%的支持，而在最富有的20%的人口中則獲得55%的支持，收入居中的階層則獲得53%。在2006年的眾議院選舉裡，年收入超過$50,000的選民有49%投給共和黨，少於之的選民則只有不到38%。
教育：在教育的比較上，共和黨在近年來稍微偏離了該黨傳統的選民傾向，現時沒有大學學歷的選民較多傾向支持共和黨。在1988年，老布希獲得52%的總票數，在擁有學士學位（但不包含學士以上）的選民中獲得62%的支持度。但在2004年小布希則只獲得52%的支持。在擁有碩士或碩士以上學位的選民中，老布希於1988年獲得50%支持，而小布希則只獲得42%。但布希在這個階層的支持度下跌則被那些只有高中畢業的選民支持度提升所抵銷。民主黨對那些擁有高於學士學位的選民有較高吸引力（布希只獲得44%）。在2006年選舉中，共和黨獲得最多支持的則是學士學位的選民（49%）。
性取向：只有約20－25%的LGBT選民投給共和黨。共和黨曾反對同性婚姻及部分LGBT權益。2024年共和黨全國代表大會投票更改黨綱，已把反對同性婚姻從黨綱中刪除。
宗教：宗教在兩黨中都佔有極重要的地位，但在過去一個世紀中，政黨的宗教組成也有所改變。宗教在1960年前是兩黨的主要分隔線，天主教徒、猶太教徒和南方白人新教徒都堅定的支持民主黨，而東北部的新教徒則支持共和黨，但這些分隔線在1968年後大多都消失了。然而往後另一種和宗教有關的分界越來越明顯，每週固定上教堂的選民在2004年有61%投給布希，那些僅偶爾上教堂的則只有47%，而那些從不上教堂的則只有36%。59%的新教徒投給布希，在天主教徒中也獲得52%（即使凱利是天主教徒）。自從1980年以來，大多數的福音派選民都選擇支持共和黨，其中有70-80%於2000年和2004年投給了布希，70%投給了2006年的共和黨國會候選人。雖然美國猶太人傳統上有70-80%投給民主黨，但自從1980年代以來，相當一部分較保守的、正統的猶太教徒則投給共和黨。民主黨與非裔美國人的教會有緊密關係，尤其是黑人的浸信会和一部分聖公會，而同時他們對天主教徒的優勢則逐漸減少，與共和黨的差距大約到達了50-50。主流的教會如卫理宗、長老教會、路德教派、聖公會對於共和黨的支持度則已稍微下降至55%（相較1968年前的75%）。他們在那些教會的成員數量也隨著時間下降，不過在保守派的福音教派中的支持度則明顯上升。
地區：自從1980年代以來，共和黨在地理上的「根據地」（「紅色州」）是在美國南部和西部，而在東北部和太平洋沿岸城市地區的支持度較薄弱。事實上共和黨在東北部的州長選舉上表現都尚可，但在總統選舉則表現不佳（新罕布夏州曾在2000年支持共和黨）。兩黨在美國中西部自從1854年來一直勢均力敵，但自從1990年代以來伊利諾州逐漸偏向民主黨、而明尼蘇達州和威斯康辛州偏向共和黨。自從1930年代以來民主黨控制了大多數大都會區域，共和黨則控制了鄉村區域以及大多數的市郊地區。美國南部過去是民主黨的鐵票及基本盤，但自從1980年以來都是共和黨在總統選戰中的重鎮，並且在州層級的選舉上也逐漸傾向共和黨。在2004年布希在南方白人中獲得了70%的支持度、凱利只獲得30%，南方白人佔據了71%的整體南方選民。而在黑人或拉美裔人中態勢則顛倒過來，凱利獲得70%而布希只獲得30%。這些南方選民有三分之一自稱他們隸屬福音教派，並且之中有80%投給了共和黨，不過在2006年這個數字稍微下降至72%。
派系：共和黨的結構相當多元，而且眾多的派系互相競爭政黨政見和提名候選人。目前，保守派在南方最多，主要來自宗教及社會保守主義的支持者。而溫和派則來自東北部新英格蘭地區，其勢力在以前還曾遍及全國。從1940年代到1970年代之間，這些溫和派共和黨人以托马斯·杜威、纳尔逊·洛克菲勒等人為代表，他們通常支配了黨內的總統派系，他們也常被人稱為「洛克菲勒共和黨人」（Rockefeller Republican）。與其他共和黨人相較，溫和派較容易接受新政的政策，包括了政府管制和社會福利，在經濟政策上他們也認同累進稅賦以維持預算平衡。自從1970年代以來溫和派共和黨人勢力逐漸下跌，但他們在共和黨總統的內閣裡仍佔有一定職位。
直到2006年為止，對於2008年選舉的民調顯示大眾最支持的前三名共和黨候選人分別是康多莉扎·赖斯、魯迪·朱利安尼、和約翰·麥凱恩，主要是因為這三人的政治立場相對較為溫和。更保守的共和黨人如山姆·布朗貝克、紐特·金里奇則民調落後，很少達到10%的支持。
此外，在民主黨籍的歐巴馬就任總統以來，部分的保守派人士集結「反對大政府」的勢力成為茶黨運動，並在美國掀起一陣政治旋風。一些保守的共和黨人受到茶黨運動支持參與選舉，並有數名候選人在初選中擊敗較為溫和的共和黨人，進而又在大選中獲勝。

## 組織架構
共和黨全國委員會（Republican National Committee, RNC）負責組織協調共和黨的競選活動並推展共和黨的政策。當總統是共和黨籍時，RNC的主席是由總統親自指派，當共和黨在野時則由各地的州黨部選出。總統喬治·沃克·布希在2005年1月指派了肯·梅爾曼（Ken Mehlman）擔任全國委員會的主席。在總統選舉中，全國委員會則需負責監督全國代表大會的進行過程，包括了籌款和選舉戰略的協調。在各州的黨部和主要城市、郡、和行政區域也都有類似的委員會，但規模都比全國委員會要來的小。
共和黨在眾議院和參議院都有強大的籌款和選舉戰略委員會。共和黨眾議院全國委員會（National Republican Congressional Committee）負責協助眾議院的選舉，而共和黨參議院全國委員會（National Republican Senatorial Committee）負責協助參議院的選舉。兩個委員會在逐年選舉中都單獨募集了超過$1億元的資金，並且在招募有潛力的州長候選人上佔有重要角色。共和黨州長聯盟（Republican Governors Association）便是一個僅以討論州長候選人為主、不負責募款的團體。整體來說在共和黨每一個架構上，民主黨都有類似的組織。

### 各州共和党组织架构
在美国50州里，每一个州有州共和党。与其他国家的二级架构不同，每个州的共和党通称为（所在州份）州共和党（Republican Party of State），不是共和党（所在州份）州联络委员会（Republican Party State Liaison Committee）。
| 州份         | 缩写 | 成立年份     | 州长          | 州参议院议长    | 州众议院议长    | 州参议院领袖    | 州众议院领袖      | 主席            | 青年团团长 | 青少年团团长 | 大学团团长 | 妇女联合会主席 |
| ------------ | ---- | ------------ | ------------- | --------------- | --------------- | --------------- | ----------------- | --------------- | ---------- | ------------ | ---------- | -------------- |
| 亚拉巴马州   |      |              |               | 威爾·安斯沃思   | 納撒尼爾·勒貝特 | 克萊·斯克菲爾德 | 史考特·史塔特哈根 |                 |            |              |            |                |
| 阿拉斯加州   |      |              |               | 蓋瑞·史蒂文斯   | 凱西·蒂爾頓     | 凱西·吉斯爾     | 丹·山德勒         |                 |            |              |            |                |
| 亚利桑那州   |      |              | 不适用        | 華倫·彼德森     | 班·湯瑪         | 桑尼·鮑雷利     | 李歐·比亞蘇奇     |                 |            |              |            |                |
| 阿肯色州     |      |              |               | Mark Darr       | 馬修·謝伯德     |                 | 馬庫斯·瑞奇蒙     |                 |            |              |            |                |
| 加利福尼亚州 |      |              | 反对党        | 反对党          | 反对党          |                 |                   |                 |            |              |            |                |
| 科罗拉多州   |      |              |               |                 |                 |                 |                   |                 |            |              |            |                |
| 康涅狄格州   |      |              |               |                 |                 |                 |                   |                 |            |              |            |                |
| 特拉华州     |      |              |               |                 |                 |                 |                   |                 |            |              |            |                |
| 佛罗里达州   |      | 1867         | 罗恩·德桑蒂斯 | 凯瑟琳·帕西多莫 | 保罗·雷纳       | 黛比·梅菲尔德   | 迈克尔·格兰特     | 乔·格鲁特斯     |            |              |            |                |
| 喬治亞州     |      |              |               |                 |                 |                 |                   |                 |            |              |            |                |
| 夏威夷州     |      |              |               |                 |                 |                 |                   |                 |            |              |            |                |
| 爱达荷州     |      |              |               |                 |                 |                 |                   |                 |            |              |            |                |
| 伊利诺伊州   |      |              |               |                 |                 |                 |                   |                 |            |              |            |                |
| 印第安纳州   |      |              |               |                 |                 |                 |                   |                 |            |              |            |                |
|              |      |              |               |                 |                 |                 |                   |                 |            |              |            |                |
| 堪萨斯州     |      |              |               |                 |                 |                 |                   |                 |            |              |            |                |
| 肯塔基州     |      |              |               |                 |                 |                 |                   |                 |            |              |            |                |
| 路易斯安那州 |      |              |               |                 |                 |                 |                   |                 |            |              |            |                |
| 缅因州       |      |              |               |                 |                 |                 |                   |                 |            |              |            |                |
| 马里兰州     |      |              |               |                 |                 |                 |                   |                 |            |              |            |                |
| 马萨诸塞州   |      |              |               |                 |                 |                 |                   |                 |            |              |            |                |
| 密西根州     |      | 1854年7月6日 | 不适用        | 不适用          | 麥特·霍爾       | 艾瑞克·內斯比特 | 麥特·霍爾         | 皮特·胡克斯特拉 |            |              |            |                |
| 明尼苏达州   |      |              |               |                 |                 |                 |                   |                 |            |              |            |                |
| 密西西比州   |      |              |               |                 |                 |                 |                   |                 |            |              |            |                |
| 密苏里州     |      |              |               |                 |                 |                 |                   |                 |            |              |            |                |
| 蒙大拿州     |      |              |               |                 |                 |                 |                   |                 |            |              |            |                |
| 内布拉斯加州 |      |              |               |                 |                 |                 |                   |                 |            |              |            |                |
| 内华达州     |      |              |               |                 |                 |                 |                   |                 |            |              |            |                |
| 新罕布什尔州 |      |              |               |                 |                 |                 |                   |                 |            |              |            |                |
| 新泽西州     |      |              |               |                 |                 |                 |                   |                 |            |              |            |                |
| 新墨西哥州   |      |              |               |                 |                 |                 |                   |                 |            |              |            |                |
| 纽约州       |      |              |               |                 |                 |                 |                   |                 |            |              |            |                |
| 北卡罗来纳州 |      |              |               |                 |                 |                 |                   |                 |            |              |            |                |
| 北达科他州   |      |              |               |                 |                 |                 |                   |                 |            |              |            |                |
| 俄亥俄州     |      |              |               |                 |                 |                 |                   |                 |            |              |            |                |
| 奧克拉荷馬州 |      |              |               |                 |                 |                 |                   |                 |            |              |            |                |
| 俄勒冈州     |      |              |               |                 |                 |                 |                   |                 |            |              |            |                |
| 宾夕法尼亚州 |      |              |               |                 |                 |                 |                   |                 |            |              |            |                |
| 罗得岛州     |      |              |               |                 |                 |                 |                   |                 |            |              |            |                |
| 南卡罗来纳州 |      |              |               |                 |                 |                 |                   |                 |            |              |            |                |
| 南达科他州   |      |              |               |                 |                 |                 |                   |                 |            |              |            |                |
| 田纳西州     |      |              |               |                 |                 |                 |                   |                 |            |              |            |                |
| 德克萨斯州   |      |              |               |                 |                 |                 |                   |                 |            |              |            |                |
| 犹他州       |      |              |               |                 |                 |                 |                   |                 |            |              |            |                |
| 佛蒙特州     |      |              |               |                 |                 |                 |                   |                 |            |              |            |                |
| [ 注 4 ]     |      |              |               |                 |                 |                 |                   |                 |            |              |            |                |
| 华盛顿州     |      |              |               |                 |                 |                 |                   |                 |            |              |            |                |
| 西弗吉尼亚州 |      |              |               |                 |                 |                 |                   |                 |            |              |            |                |
| 威斯康星州   |      |              |               |                 |                 |                 |                   |                 |            |              |            |                |
| 怀俄明州     |      |              |               |                 |                 |                 |                   |                 |            |              |            |                |

### 联邦地区
| 州份               | 缩写 | 成立年份 | 主席 | 青年团团长 | 青少年团团长 | 大学团团长 | 妇女联合会主席 |
| ------------------ | ---- | -------- | ---- | ---------- | ------------ | ---------- | -------------- |
| 華盛頓哥倫比亞特區 |      |          |      |            |              |            |                |

### 领地
| 州份           | 缩写 | 总督 | 州参议院议长 | 州众议院议长 | 州参议院领袖 | 州众议院领袖 |
| -------------- | ---- | ---- | ------------ | ------------ | ------------ | ------------ |
| 美属萨摩亚     |      |      |              |              |              |              |
| 關島           |      |      |              |              |              |              |
| [ 注 5 ]       |      |      |              |              |              |              |
| 波多黎各       |      |      |              |              |              |              |
| 美屬維爾京群島 |      |      |              |              |              |              |

## 標誌和名稱
雖然民主黨的歷史比共和黨還要悠久，但「大老黨」（Grand Old Party）這一詞經常被用以作為共和黨的暱稱，而其縮寫G.O.P.也經常被人使用。依據牛津英語詞典的解釋，將共和黨稱為大老黨最早源於1876年，當時的美國國會記錄中記載共和黨在南北內戰中領導對抗聯盟國並取得勝利的表現獲得讚譽為「這個英勇的老黨」（this gallant old party），隔年《辛辛那提商業報》上的一篇文章使用了「大老黨」（Grand Old Party）一詞，而其縮寫G.O.P.則源於1884年。
共和黨的吉祥物和象徵是象，托马斯·纳斯特在1874年11月7日於《哈泼斯》週刊上發表的政治漫畫通常被認為是這一吉祥物的由來，而民主黨則以驢子代表。印第安那州、紐約州和俄亥俄州的共和黨人亦使用的另一個選舉標誌白頭鷹，與民主黨次要的選舉標誌公雞和五角星有所分別。
共和黨也常將黨舉行的各式募款慶祝活動日取名為林肯日，以此紀念共和黨最早的總統亚伯拉罕·林肯。
雖然美國的兩大黨（以及其他小政黨）都習慣以美國國旗傳統的紅、白、藍三色作為作為它們的宣傳和代表顏色，但在2000年總統選舉後，紅色已經成為共和黨的代表顏色，而藍色則成為民主黨的代表顏色，2000年的選舉日也是歷史上第一次所有主要的電視新聞頻道都在選舉結果圖示上以藍紅兩色區分民主黨和共和黨的得票，自從那時以來藍紅的區分也被主流媒體廣泛採用了。即使共和黨從沒有正式採用過這個顏色，然而紅色已經廣泛被媒體和公眾視為是共和黨的標誌，共和黨支持者也常以紅色來作為宣傳資料和競選商品的顏色。

## 選舉
| 選舉   | 議席      | +/–  | 總統                |
| ------ | --------- | ---- | ------------------- |
| 1950年 | 199 / 435 | ▲ 28 | 哈里·S·杜魯門       |
| 1952年 | 221 / 435 | ▲ 22 | 德懷特·D·艾森豪威爾 |
| 1954年 | 203 / 435 | ▼ 18 | 德懷特·D·艾森豪威爾 |
| 1956年 | 201 / 435 | ▼ 1  | 德懷特·D·艾森豪威爾 |
| 1958年 | 153 / 435 | ▼ 48 | 德懷特·D·艾森豪威爾 |
| 1960年 | 175 / 435 | ▲ 22 | 約翰·F·甘迺迪       |
| 1962年 | 176 / 435 | ▲ 1  | 約翰·F·甘迺迪       |
| 1964年 | 140 / 435 | ▼ 36 | 林登·B·詹森         |
| 1966年 | 187 / 435 | ▲ 47 | 林登·B·詹森         |
| 1968年 | 192 / 435 | ▲ 5  | 李察·尼克遜         |
| 1970年 | 180 / 435 | ▼ 12 | 李察·尼克遜         |
| 1972年 | 192 / 435 | ▲ 12 | 李察·尼克遜         |
| 1974年 | 144 / 435 | ▼ 48 | 傑拉爾德·福特       |
| 1976年 | 143 / 435 | ▼ 1  | 吉米·卡特           |
| 1978年 | 158 / 435 | ▲ 15 | 吉米·卡特           |
| 1980年 | 192 / 435 | ▲ 34 | 朗奴·列根           |
| 1982年 | 166 / 435 | ▼ 26 | 朗奴·列根           |
| 1984年 | 182 / 435 | ▲ 16 | 朗奴·列根           |
| 1986年 | 177 / 435 | ▼ 5  | 朗奴·列根           |
| 1988年 | 175 / 435 | ▼ 2  | 喬治·H·W·布希       |
| 1990年 | 167 / 435 | ▼ 8  | 喬治·H·W·布希       |
| 1992年 | 176 / 435 | ▲ 9  | 比爾·克林頓         |
| 1994年 | 230 / 435 | ▲ 54 | 比爾·克林頓         |
| 1996年 | 227 / 435 | ▼ 3  | 比爾·克林頓         |
| 1998年 | 223 / 435 | ▼ 4  | 比爾·克林頓         |
| 2000年 | 221 / 435 | ▼ 2  | 喬治·W·布希         |
| 2002年 | 229 / 435 | ▲ 8  | 喬治·W·布希         |
| 2004年 | 232 / 435 | ▲ 3  | 喬治·W·布希         |
| 2006年 | 202 / 435 | ▼ 30 | 喬治·W·布希         |
| 2008年 | 178 / 435 | ▼ 21 | 巴拉克·奧巴馬       |
| 2010年 | 242 / 435 | ▲ 63 | 巴拉克·奧巴馬       |
| 2012年 | 234 / 435 | ▼ 8  | 巴拉克·奧巴馬       |
| 2014年 | 247 / 435 | ▲ 13 | 巴拉克·奧巴馬       |
| 2016年 | 241 / 435 | ▼ 6  | 唐納·川普           |
| 2018年 | 200 / 435 | ▼ 41 | 唐納·川普           |
| 2020年 | 213 / 435 | ▲ 14 | 乔·拜登             |
| 2022年 | 222 / 435 | ▲ 9  | 乔·拜登             |
| 2024年 | 220 / 435 | ▼ 2  | 唐納·川普           |

| 選舉   | 議席     | +/–  | 總統                |
| ------ | -------- | ---- | ------------------- |
| 1950年 | 47 / 96  | ▲ 5  | 哈里·S·杜魯門       |
| 1952年 | 49 / 96  | ▲ 2  | 德懷特·D·艾森豪威爾 |
| 1954年 | 47 / 96  | ▼ 2  | 德懷特·D·艾森豪威爾 |
| 1956年 | 47 / 96  | ━ 0  | 德懷特·D·艾森豪威爾 |
| 1958年 | 34 / 98  | ▼ 13 | 德懷特·D·艾森豪威爾 |
| 1960年 | 35 / 100 | ▲ 1  | 約翰·F·甘迺迪       |
| 1962年 | 34 / 100 | ▼ 3  | 約翰·F·甘迺迪       |
| 1964年 | 32 / 100 | ▼ 2  | 林登·B·詹森         |
| 1966年 | 38 / 100 | ▲ 3  | 林登·B·詹森         |
| 1968年 | 42 / 100 | ▲ 5  | 李察·尼克遜         |
| 1970年 | 44 / 100 | ▲ 2  | 李察·尼克遜         |
| 1972年 | 41 / 100 | ▼ 2  | 李察·尼克遜         |
| 1974年 | 38 / 100 | ▼ 3  | 傑拉爾德·福特       |
| 1976年 | 38 / 100 | ▲ 1  | 吉米·卡特           |
| 1978年 | 41 / 100 | ▲ 3  | 吉米·卡特           |
| 1980年 | 53 / 100 | ▲ 12 | 朗奴·列根           |
| 1982年 | 54 / 100 | ━ 0  | 朗奴·列根           |
| 1984年 | 53 / 100 | ▼ 2  | 朗奴·列根           |
| 1986年 | 45 / 100 | ▼ 8  | 朗奴·列根           |
| 1988年 | 45 / 100 | ▼ 1  | 喬治·H·W·布希       |
| 1990年 | 44 / 100 | ▼ 1  | 喬治·H·W·布希       |
| 1992年 | 43 / 100 | ━ 0  | 比爾·克林頓         |
| 1994年 | 53 / 100 | ▲ 8  | 比爾·克林頓         |
| 1996年 | 55 / 100 | ▲ 2  | 比爾·克林頓         |
| 1998年 | 55 / 100 | ━ 0  | 比爾·克林頓         |
| 2000年 | 50 / 100 | ▼ 4  | 喬治·W·布希         |
| 2002年 | 51 / 100 | ▲ 2  | 喬治·W·布希         |
| 2004年 | 55 / 100 | ▲ 4  | 喬治·W·布希         |
| 2006年 | 49 / 100 | ▼ 6  | 喬治·W·布希         |
| 2008年 | 41 / 100 | ▼ 8  | 巴拉克·奧巴馬       |
| 2010年 | 47 / 100 | ▲ 6  | 巴拉克·奧巴馬       |
| 2012年 | 45 / 100 | ▼ 2  | 巴拉克·奧巴馬       |
| 2014年 | 54 / 100 | ▲ 9  | 巴拉克·奧巴馬       |
| 2016年 | 52 / 100 | ▼ 2  | 唐納·川普           |
| 2018年 | 53 / 100 | ▲ 2  | 唐納·川普           |
| 2020年 | 50 / 100 | ▼ 3  | 乔·拜登             |
| 2022年 | 49 / 100 | ▼ 1  | 乔·拜登             |
| 2024年 | 53 / 100 | ▲ 4  | 唐納·川普           |

### 引用
1. ↑  Winger, Richard. . Ballot Access News.   [2020-04-05]. （原始内容存档于2020-10-11）.
2. ↑  Paul Gottfried, Conservatism in America: Making Sense of the American Right, p. 9, "Postwar conservatives set about creating their own synthesis of free-market capitalism, Christian morality, and the global struggle against Communism." (2009); Gottfried, Theologies and moral concern (1995) p. 12
3. ↑  Laissez-faire capitalism and economic liberalism. Jstor.com. Retrieved on 2014-08-12.
4. ↑  Quinn, Justin. . about news.   [2014-05-05]. （原始内容存档于2017-03-03）.
5. ↑  No Country for Old Social Conservatives? （页面存档备份，存于）. Nair. Thecrimson.com. Retrieved on 2014-08-17.
6. 1 2  Siegel, Josh. . The Washington Examiner. 2017-07-18  [2018-05-05]. （原始内容存档于2018-05-05）.
7. 1 2  Miller, William J. . Lexington Books. 2013: 39.
8. ↑  Haberman, Clyde. . 2018-10-28  [2021-10-14]. （原始内容存档于2020-05-14） –NYTimes.com.
9. ↑  Cohn, Nate. . 2015-05-05  [2021-10-14]. （原始内容存档于2015-05-06） –NYTimes.com.
10. ↑  Cassidy, John. . The New Yorker. 2016-02-29  [2016-07-22]. （原始内容存档于2016-03-04）.
11. ↑  Gould, J.J. . The Atlantic. 2016-07-02  [2017-03-11]. （原始内容存档于2017-03-12）.
12. ↑  Diario, El Nuevo. . El Nuevo Diario.   [2022-01-21]. （原始内容存档于2022-05-13） （西班牙语）.
Bassets, Marc. . El País. 2015-01-03  [2022-01-21]. ISSN 1134-6582. （原始内容存档于2022-05-14） （西班牙语）.
. Alternet.org. 2013-10-22  [2022-01-21]. （原始内容存档于2022-05-22） （英语）.
Roberts, David. . Vox. 2015-07-30  [2022-01-21]. （原始内容存档于2022-05-13） （英语）.
 (PDF) https://web.archive.org/web/20220323060144/http://matthewg.org/papers/ideologicalright.pdf.   [2022-01-21]. （原始内容 (PDF)存档于2022-03-23） （英语）. 缺少或|title=为空 (帮助)
 (PDF) https://web.archive.org/web/20210524131511/https://faculty.washington.edu/jwilker/353/AbramowitzTea.pdf.   [2022-01-21]. （原始内容 (PDF)存档于2021-05-24） （英语）. 缺少或|title=为空 (帮助)
 (PDF) https://web.archive.org/web/20211227214652/http://www.stat.columbia.edu/~gelman/research/published/reversal2.pdf.   [2022-01-21]. （原始内容 (PDF)存档于2021-12-27） （英语）. 缺少或|title=为空 (帮助)
. NHK.   [2020-12-22]. （原始内容存档于2022-02-05）.
13. ↑  Steve Peoples. . AP News. Nueva York. 2021-02-05  [2022-01-21]. （原始内容存档于2022-04-21）.
. CELAG. 2021-01-20  [2022-08-18]. （原始内容存档于2022-12-09） （西班牙语）.
14. ↑  . ECR Party.   [2020-04-01]. （原始内容存档于2020-12-12）.
15. ↑  .   [2019-03-20]. （原始内容存档于2015-07-02）.
16. ↑  . www.senate.gov.   [2019-03-28]. （原始内容存档于2019-03-29）.
17. ↑  . Smithsonian.   [2019-03-28]. （原始内容存档于2019-03-27）.
18. ↑  . Content.wisconsinhistory.org.   [2012-01-17]. （原始内容存档于2012-03-22）.
19. ↑  . GOP.   [2017-05-09]. （原始内容存档于2018-01-29）.
20. ↑  . NY Times. 1879  [2021-08-23]. （原始内容存档于2022-05-13）.
21. ↑  . www.loc.gov.   [2019-03-12]. （原始内容存档于2019-02-20）.
22. ↑  . History. 2010-02-09  [2019-03-22]. （原始内容存档于2019-03-22）.
23. ↑  Cooper, William. . Miller Center of Public Affairs. 2016-10-04  [2021-05-31]. （原始内容存档于2021-05-21）.
24. ↑  .   [2006-11-18]. （原始内容存档于2020-09-17）.
25. ↑  Johnson, Haynes (1989). Sleepwalking Through History: America in the Reagan Years. 28.
26. ↑  Judis, John B.; Teixeira, Ruy. . The American Prospect. 2005-01-04  [2006-11-18]. （原始内容存档于2006-12-14）.
27. ↑  . 新華社. 2009-01-30  [2009-02-01]. （原始内容存档于2015-03-24）.
28. ↑  Ball, Molly. . The Wall Street Journal. January 23, 2024  [February 22, 2024]. （原始内容存档于January 24, 2024）.
29. ↑  Biebricher, Thomas. . Politische Vierteljahresschrift. October 25, 2023, 65 (2): 233–259. ISSN 2075-4698. doi:10.1007/s11615-023-00501-2  （英语）.
30. ↑  Arhin, Kofi; Stockemer, Daniel; Normandin, Marie-Soleil. . World Affairs. May 29, 2023, 186 (3). ISSN 1940-1582. doi:10.1177/0043820023117681  (不活跃 November 1, 2024) （英语）. In this article, we first illustrate that the Republican Party, or at least the dominant wing, which supports or tolerates Donald Trump and his Make America Great Again (MAGA) agenda have become a proto-typical populist radical right-wing party (PRRP).
31. ↑  Desiderio, Andrew; Sherman, Jake; Bresnahan, John. . Punchbowl News. February 7, 2024  [February 8, 2024]. （原始内容存档于February 7, 2024） （美国英语）.
32. ↑  Aratani, Lauren. . The Guardian. 26 February 2021  [7 September 2021]. （原始内容存档于14 August 2021）. In keeping with the party's deep division between its dominant Trumpist faction and its more traditionalist party elites, the twin responses seem aimed at appealing on one hand to its corporate-friendly allies and on the other hand to its populist rightwing base. Both have an anti-immigrant element.
33. ↑  Hindle, Garry; Lindberg, Staffan.  (PDF). V-Dem Institute. 2020  [2022-01-21]. （原始内容 (PDF)存档于2021-10-24）.
34. ↑  Illing, Sean. . Vox. 2020-10-20  [2022-01-21]. （原始内容存档于2021-10-08）.
35. ↑  Ingraham, Christopher. . The Washington Post. 2020-10-12  [2022-01-21]. （原始内容存档于2021-02-12）.
36. ↑  Bartels, Larry. . Proceedings of the National Academy of Sciences. 2020-08-31  [2022-01-21]. （原始内容存档于2021-11-14）.
37. 1 2  保罗·克鲁格曼. . 纽约时报中文网. 2012-09-24  [2012-09-24]. （原始内容存档于2012-09-27）.
38. ↑  . The American Presidency Project.   [2006-11-19]. （原始内容存档于2006-09-07）.
39. ↑  . The American Presidency Project.   [2006-11-19]. （原始内容存档于2018-10-14）.
40. ↑  Will, George. . The Washington Post. 2006-10-05  [2006-10-12]. （原始内容存档于2020-12-11）.
41. ↑  Roe v. Wade, Cornell Law School Supreme Court Collection （页面存档备份，存于）
42. 1 2  Crane (2004)
43. ↑  John Podhoretz, Bush Country: How Dubya became a great president while driving liberals insane (2004) p. 116.
44. ↑  House Committee on Ways and Means Subcommittee on Human Resources (2003-04-07). New Report Shows Welfare Reform Success in Increasing Work and Raising Incomes （页面存档备份，存于）. Press release. Retrieved on 2006-11-18.
45. ↑  Wachino, Victoria. . Center on Budget and Policy Priorities. 2005-03-10  [2006-11-18]. （原始内容存档于2008-11-28）.
46. ↑  See Juliet Eilperin, "Watts Walks a Tightrope on Affirmative Action," Washington PostTuesday, May 12, 1998; Page A17, online at  （页面存档备份，存于）
47. ↑  .   [2016-03-28]. （原始内容存档于2016-04-09）.
48. 1 2 3  . CNN. 2006-11-07  [2006-11-18]. （原始内容存档于2018-02-13）.
49. ↑  . CNN. 2004-11-02  [2006-11-18]. （原始内容存档于2006-04-21）.
50. ↑  Affordable Family Formation–The Neglected Key To GOP’s Future （页面存档备份，存于） by Steve Sailer
51. ↑  Data based on exit polls reported in The New York Times, November 10th, 1988, p. 18.
52. ↑  https://www.nbcnews.com/politics/2024-election/trump-pushes-new-gop-platform-softening-partys-positions-abortion-sex-rcna160730
53. ↑  https://www.thenation.com/article/politics/republican-convention-2024-lgbtq-party-platform/
54. ↑  https://www.rti.org.tw/news/view/id/2212247
55. ↑  Robert Booth Fowler et al, Religion and Politics in America: Faith, Culture, and Strategic Choices (2004)
56. ↑  Earl Black and Merle Black. Politics and Society in the South (2005)
57. ↑  . Pew Research Center. 2005-10-25  [2006-11-18]. （原始内容存档于2008-04-20）.
58. ↑  . Cartoon of the Day. 2003-11-07  [2011-09-05]. （原始内容存档于2011-09-21）.
59. ↑  . www.harpweek.com.   [2019-03-20]. （原始内容存档于2011-09-21）.
60. ↑  Vice President Dick Cheney provided tie breaking vote, giving Republicans a majority
61. ↑  聯盟的民主黨的安德鲁·约翰逊依據繼位順序繼任總統。

## 外部連結
共和党官方
- 共和黨全國委員會 （页面存档备份，存于）
- 共和黨參議院全國委員會 （页面存档备份，存于）
- 共和黨眾議院全國委員會 （页面存档备份，存于）
- 共和黨州長聯盟 （页面存档备份，存于）
- 共和黨州黨部委員會 （页面存档备份，存于）
- 學院共和黨人 （页面存档备份，存于）
- 2008年共和黨政見 （页面存档备份，存于） (HTML格式)

非共和党官方
- Grand Order of Pachyderm Clubs （页面存档备份，存于）
- National Federation of Republican Assemblies （页面存档备份，存于）
- Republican Main Street Partnership （页面存档备份，存于）
- National Federation of Republican Women （页面存档备份，存于）
- Republican Liberty Caucus （页面存档备份，存于）
- Republicans for Choice （页面存档备份，存于）
- Republican Issues Campaign （页面存档备份，存于）
- Republican Leadership Coalition （页面存档备份，存于）
- GOPinion
- Young Republican National Federation （页面存档备份，存于）。

1. ↑  肯塔基州正式名称为“肯塔基邦”。
2. ↑  马萨诸塞州正式名称为“马萨诸塞邦”。
3. ↑  宾夕法尼亚州正式名称为“宾夕法尼亚邦”。
4. ↑  弗吉尼亚州正式名称为“弗吉尼亚邦”。
5. ↑  北马里亚纳群岛正式名称为北马里亚纳群岛自由邦。
6. ↑  波多黎各正式名称为波多黎各自由邦。